# Снофру
Сно́фру (также Снефру или Сенеферу) — фараон Древнего Египта, правивший приблизительно в 2613—2589 годах до н. э. Основатель IV династии.

## Происхождение и время правления

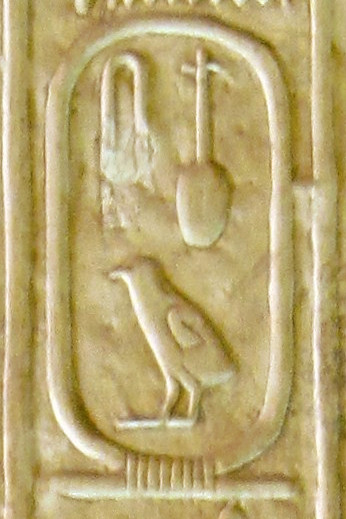
Картуш Сенеферу (Снофру) в Абидосском списке фараонов (№ 20)

О фараоне Снофру сохранилось много записей и несколько портретных изображений. Согласно Саккарскому списку, Сенеферу (Снофру) был наследником Хуни. Абидосский список помещает Снофру после Неферкара. Вступление Снофру на трон Египта упомянуто автором одного из самых древних дошедших до нас произведений — «Поучений Кагемни». В конце текста повествуется о смерти Хуни, затем о последовавшем прибытии царя Верхнего и Нижнего Египта Снофру в качестве благодетельного правителя Обеих Земель. Поскольку автор ничего не говорит о вероятной связи между двумя фараонами, можно сделать вывод, что[стиль] Снофру не был сыном Хуни, так как писец, конечно же, не забыл бы об этом упомянуть[стиль]. Этот факт, вероятно, был решающим для того, чтобы поставить Снофру во главе новой династии, как это сделал Манефон. Манефон называет этого царя Сорисом (др.-греч. Σῶρις) и отводит ему 29 лет царствования. В сильно разрушенном Туринском папирусе имя этого фараона сохранилось не полностью, можно прочесть Сенефер… и указаны годы правления — 24 года (№III./9). Имя Снофру упоминается и в Карнакском царском списке.
Согласно другой версии, Снофру всё же был сыном фараона Хуни, но не от главной царицы, а от его другой, младшей жены Мересанх. Старший сын Хуни, который должен был стать наследником, умер. Тогда Снофру женился на Хетепхерес, дочери главной царицы, в жилах которой текла царская кровь. Женившись на Хетепхерес, Снофру укрепил своё право на престол. Хетепхерес стала матерью фараона Хуфу (Хеопса).

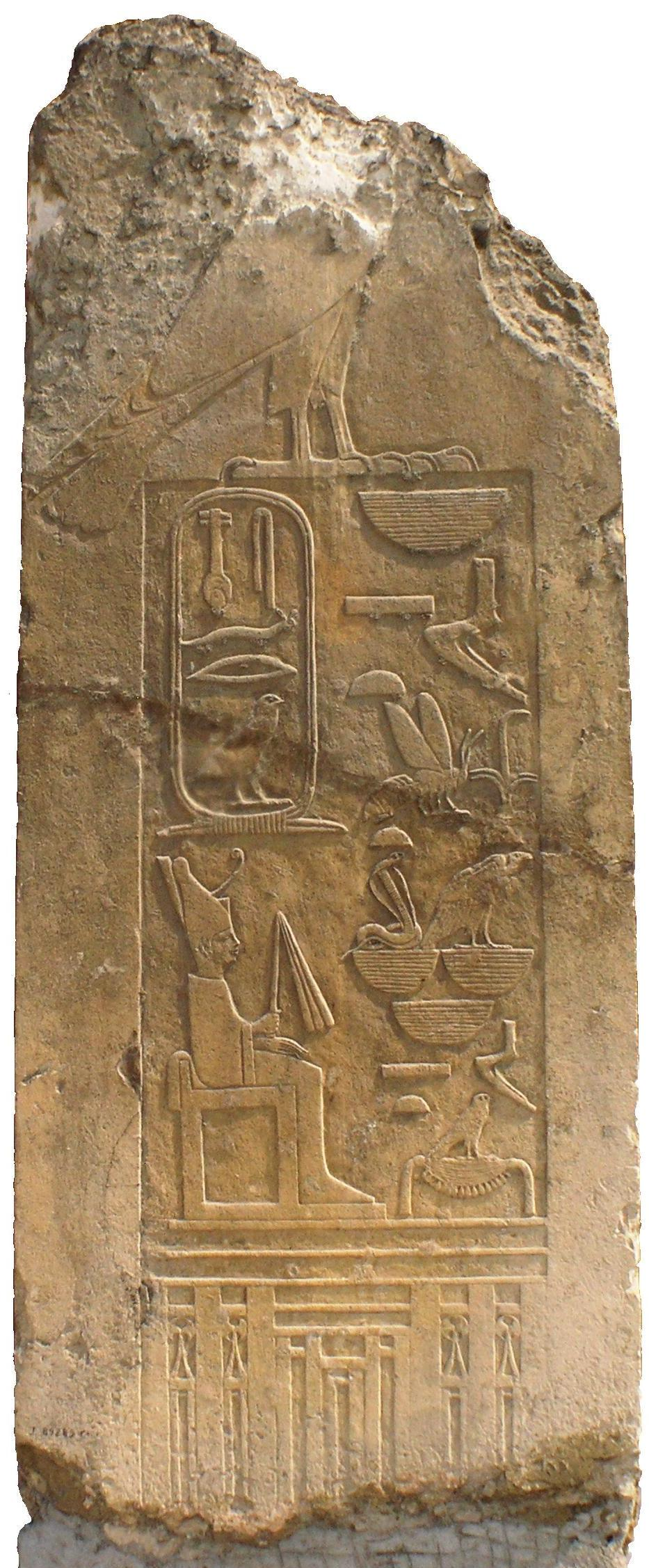
Титулатура Снофру на стеле, найденной в храме близ его «ломанной» пирамиды в Дахшуре. Сейчас — в Египетском музее в Каире

Снофру, вероятно, был родом из местности, находящейся в XVI номе Верхнего Египта, как это подсказывает название, которое она носит: Менат-Снофру («Кормилица Снофру»). Эта местность, точное месторасположение которой остаётся неизвестным, упомянута на стенах храма Снофру в южном Дахшуре, в гробнице Нефермаата и Итет в Медуме и на фрагменте одного из папирусов из заупокойного храма фараона V династии Неферефра в Абусире.

## Имена Снофру
Имя Снофру (Сенеферу) означает «Создающий красоту», или «Тот, чьи дела совершенны», или «Тот, кто улучшает», или «Созданный безупречно». Встречается и такой перевод как «Радующий».
При нём, по-видимому, вводится обычай, возведённый в закон, прибавлять к собственному имени фараона особое священное имя. Эти имена вписываются в картуши, которым предшествуют ещё три громких титула. Первый титул для всех царей начинался неизменно знаком, означавшим «Солнечный Хор»; он вписывался в так называемый серех. Символ Хора — сокол с двойной короной — был символом и фараона. Второй титул был «владыка двух царских венцов» (Верхнего и Нижнего Египта). В третьем титуле, начинающемся словами «Золотой Хор», славились военные деяния царя, как победителя тех или иных стран и народов.
Священное имя царя окружено картушем и ему предшествуют слова «царь Верхнего и Нижнего Египта». Последним писалось имя царя, полученное им при рождении, которое также находится в картуше и ему предшествуют слова «сын Ра» (Солнца). К имени царя добавлялось также имя воздвигнутой им пирамиды. Тронным именем Снофру было Небмаат («Владыка Маат» или «Господин правды»).
| G5 |

| G5 |

| V30 · U4 · X1 |

| V30 · U4 · X1 |

| V30 · U4 · X1 | S29 · F35 · D21 | G43 |

| V30 · U4 · X1 | S29 · F35 · D21 | G43 |

| G16 |

| G16 |

| G16 | V30 · U4 · X1 |

| G16 | V30 · U4 · X1 |

| G8 |

| G8 |

| G8 |

| G8 |

| nswt&bity |

| nswt&bity |

| S29 · F35 · D21 | G43 |

| S29 · F35 · D21 | G43 |

| S29 | F35 | D21 | G43 |

| S29 | F35 | D21 | G43 |

| S29 | F35 | D21 | G43 |

| S29 | F35 | D21 | G43 |

| S29 | F35 | D21 | G43 |

| S29 | F35 | D21 | G43 |

| S29 | F35 | D21 | G43 |

| S29 | F35 | D21 | G43 |

| S29 | F35 | G43 |

| S29 | F35 | G43 |

| S29 | F35 | G43 |

| S29 | F35 | G43 |

| S29 | F35 | G43 |

| S29 | F35 | G43 |

| S29 | F35 | G43 |

| S29 | F35 | G43 |

| S29 | F35 | I9 · D21 | G43 |

| S29 | F35 | I9 · D21 | G43 |

| S29 | F35 | I9 · D21 | G43 |

| S29 | F35 | I9 · D21 | G43 |

| S29 | F35 | I9 · D21 | G43 |

| S29 | F35 | I9 · D21 | G43 |

| S29 | F35 | I9 · D21 | G43 |

| S29 | F35 | I9 · D21 | G43 |

| S29 | F35 | Ba15s · I9 · Ba15as · D21 |

| S29 | F35 | Ba15s · I9 · Ba15as · D21 |

| S29 | F35 | Ba15s · I9 · Ba15as · D21 |

| S29 | F35 | Ba15s · I9 · Ba15as · D21 |

| S29 | F35 | Ba15s · I9 · Ba15as · D21 |

| S29 | F35 | Ba15s · I9 · Ba15as · D21 |

| S29 | F35 | Ba15s · I9 · Ba15as · D21 |

| S29 | F35 | Ba15s · I9 · Ba15as · D21 |

## Сведения Палермского камня
На Палермском камне сохранился фрагмент записи о 9-м годе царствования, а также сведения о 10, 11, и 12 годах целиком. В этих годовых ячейках упомянуты 6, 7 и 8-й «счёт», то есть перепись населения и подсчёт скота, с целью взимания налогов. В сохранившемся фрагменте о 9-м году правления рассказывается о создании двух статуй, и этот отрывок иногда ошибочно переводят как сообщающий о рождении у царя близнецов. В хронике за 10-й год упоминается о строительстве нескольких кораблей, каждый из которых был в длину 100 локтей (52 м), и 60 судов меньшего размера. Затем мы читаем о военной кампании, проведённой, возможно, при помощи этого флота против нехси — чернокожего населения Нубии, проживающего южнее 1-го порога Нила. Сообщается о захвате 7000 живых пленников и 200 000 голов скота. Определитель — изображение мужчины и женщины — может быть, указывает, что пленные были обоего пола. В том же году имеется запись о том, что царь возвёл «стену в Южной земле и Северной земле, [они названы стенами] Владений Снофру». Речь может идти об оборонительных сооружениях на границах, подобных тем, что возвели фараоны XII династии. В том же году в Ливан отправилась мирная морская экспедиция, поскольку сказано, что 40 кораблей, гружённых стволами кедров, вернулись в Египет.
В двух следующих годовых ячейках читаем, что царь построил из этого кедра судно длинной 100 локтей, получившее название «Слава Обеих Земель». Ещё два судна в 100 локтей были построены из дерева меру (какое-то хвойное дерево красного цвета из района Сирии). Было отстроено 35 неких строений, видимо, храмов или усадеб, а также 122 загонов (?) для скота. Также он велел сделать из кедра огромные двери в своём дворце, для них, возможно, использовалось дерево, доставленное из Ливана. Из летописи следует, что эти створки были установлены в северных и южных воротах здания, одни из которых назывались «Возвышение белой короны Снофру», а вторые — «Возвышение красной короны Снофру». Белая корона была короной Юга, то есть Верхнего Египта, а красная корона — Севера, или Дельты.
На Каирском фрагменте есть также сведения о походе Снофру на запад от Египта, в Ливию, против жителей страны Техену, где было захвачено 1100 человек и 13 100 голов скота.

## Походы на Синай

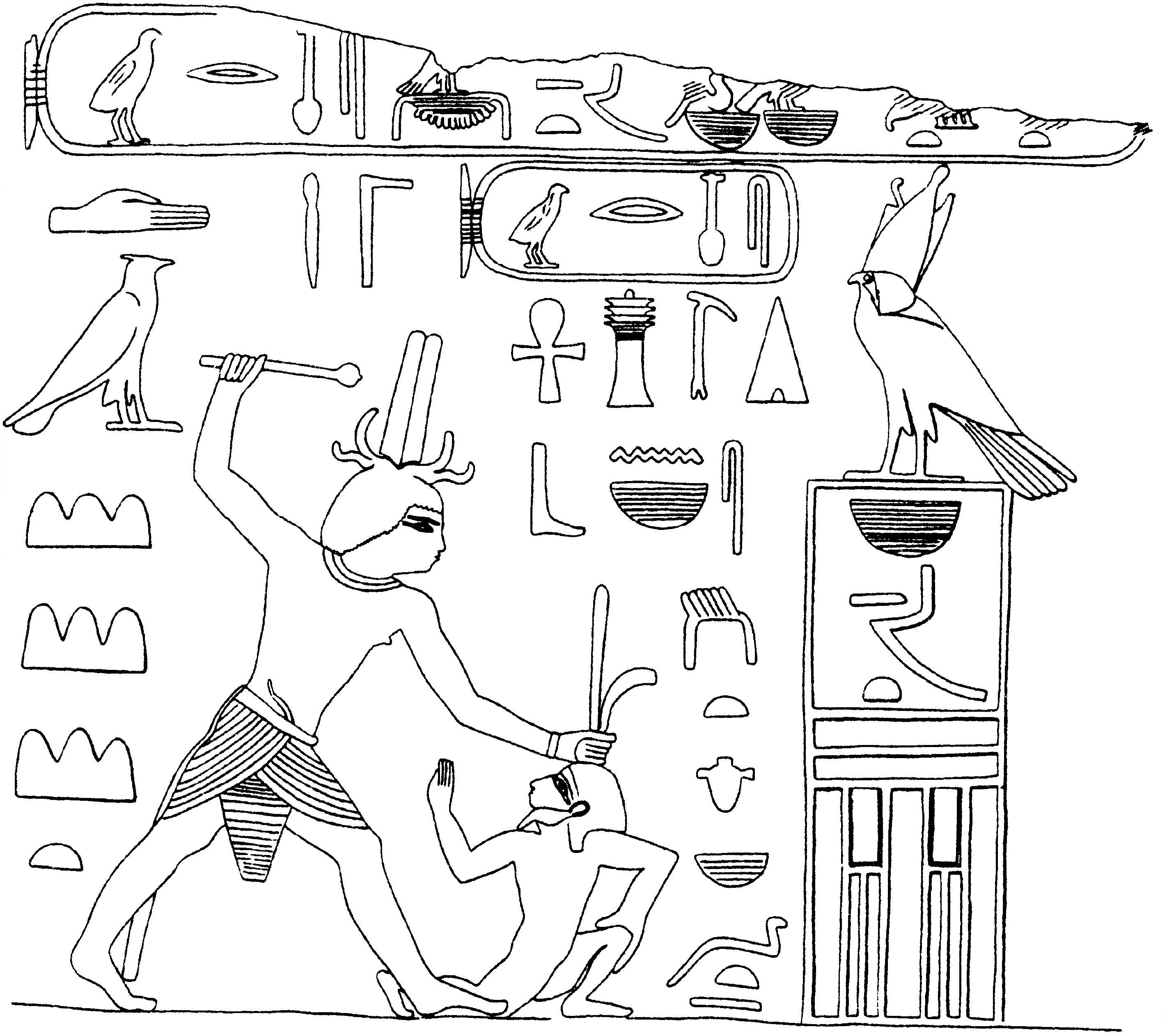
Рельеф Снофру в Вади-Магхара

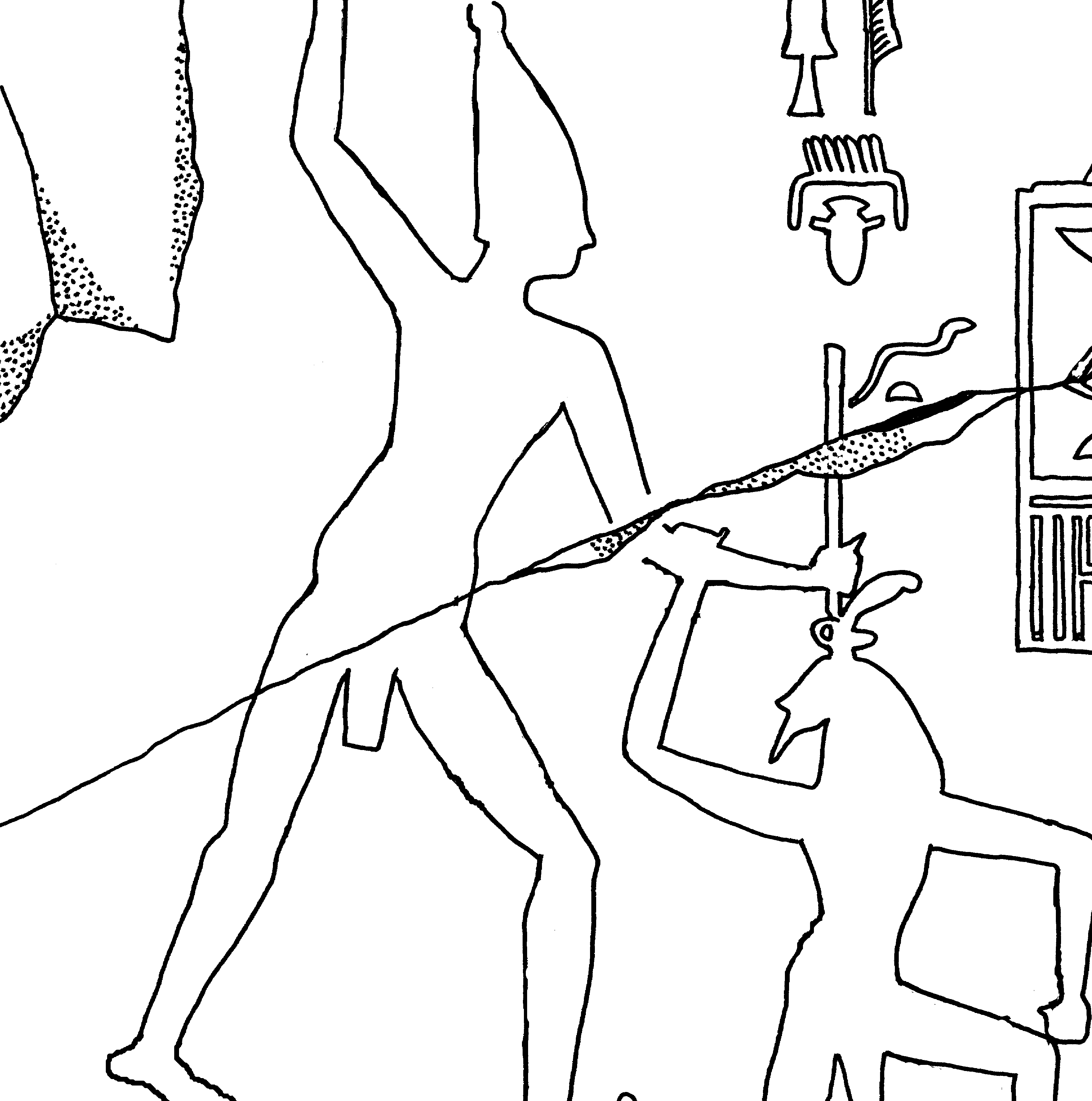
Рельеф Снофру в Вади-Магхара

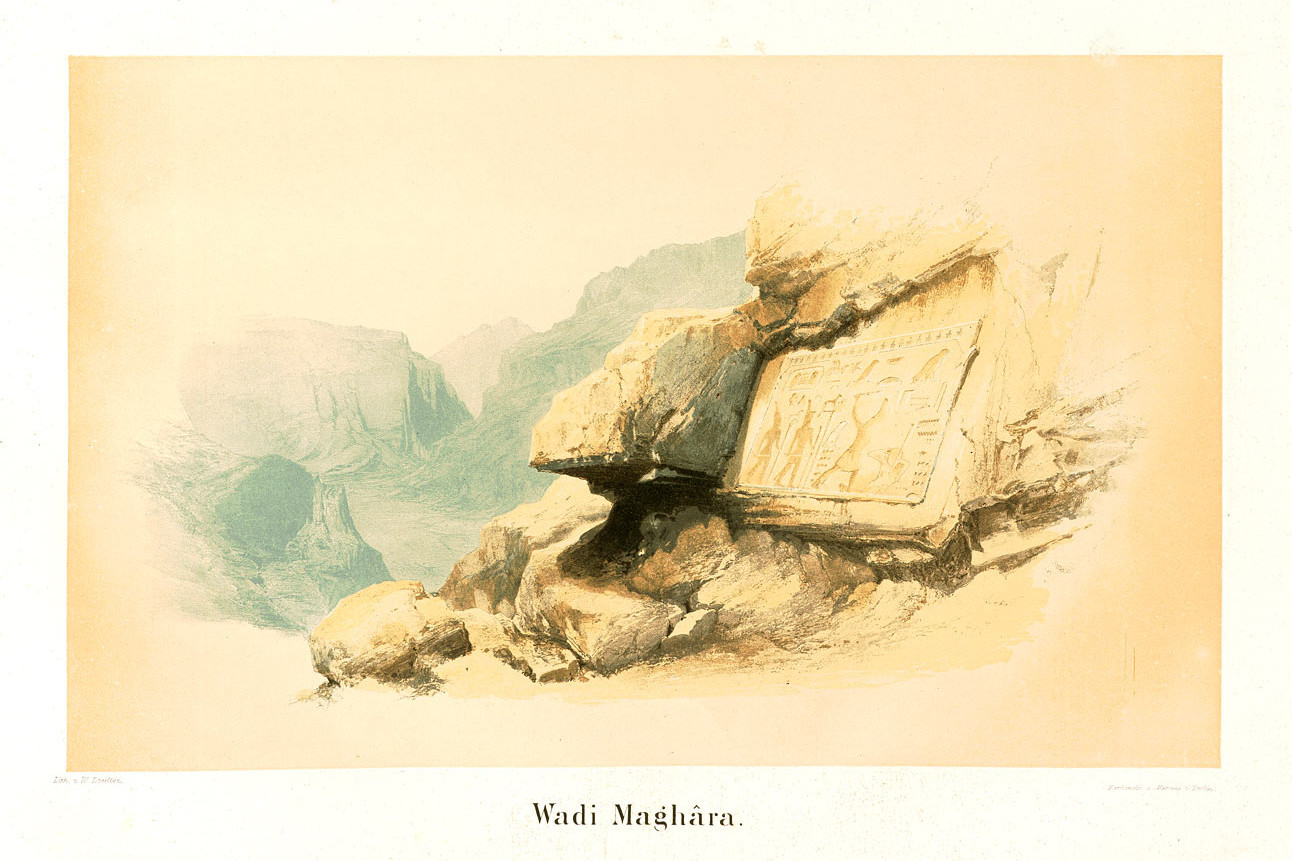
Рельеф Снофру в Вади-Магхара. Рисунок Р. Лепсиуса

Также проводилась политика колонизации Синайского полуострова, богатого бирюзой и медью. Хотя экспедиции на Синай предпринимались ещё при Раннем царстве, но именно Снофру окончательно закрепил за Египтом район медных рудников и его стали почитать здесь как бога.
Об успешных войнах на Синайском полуострове говорят барельефы в районе Вади-Магхара. Изображение Снофру, поражающего неприятелей, обнаружено на двух рельефах. Обычная сцена триумфа изображает, как царь поражает своей булавой коленопреклонённого азиата. Иероглифическая надпись, помещённая тут же, содержит имена царя и стереотипную фразу «дарующий устойчивость, процветание и радость сердца во веки веков». В нижнем регистре царь изображён дважды, в короне Верхнего и в короне Нижнего Египта. В иероглифической надписи он назван «Покорителем иноземных стран».
Победы Снофру на Синае и окончательное присоединение к Египту области медных рудников имели настолько крупное политическое и экономическое значение для Египта, что воспоминания об этих событиях в течение тысячелетий сохранились в памяти египетского народа. Снофру впоследствии считался завоевателем всей этой области и основателем здешних медных рудников. Одному из рудников и некоторым дорогам было присвоено его имя; он считался богом-покровителем этой местности и высшей похвалой, впоследствии, для чиновника служили слова, что «со времён Снофру ничего подобного здесь не было сделано».

## Управление государством
За годы правления Снофру Египет достиг высокого уровня развития благодаря отлаженной системе управления. Фараон привлекал к управлению государством представителей знати и своих родственников. Известно, например, что его сын Каэн-Нисут занимал должность «начальника дома оружия», то есть фактически контролировал военные силы страны. Другой сын Снофру, Рахотеп, был верховным жрецом Ра в Гелиополе.
Видимо, появилось представление о царе как о главном зиждителе (при помощи ритуала) гармонии сил мира, воплощённых в богах. Имя Снофру отождествляется с богом Хором. Укреплялось также представление о связи царя с солнцем (со времени правления Снофру ряд царских имён заключают в картуш — изображение пути солнца по небу).
При Снофру в Египте завершилось формирование системы номов.

## Пирамиды Снофру

### Пирамида в Мейдуме

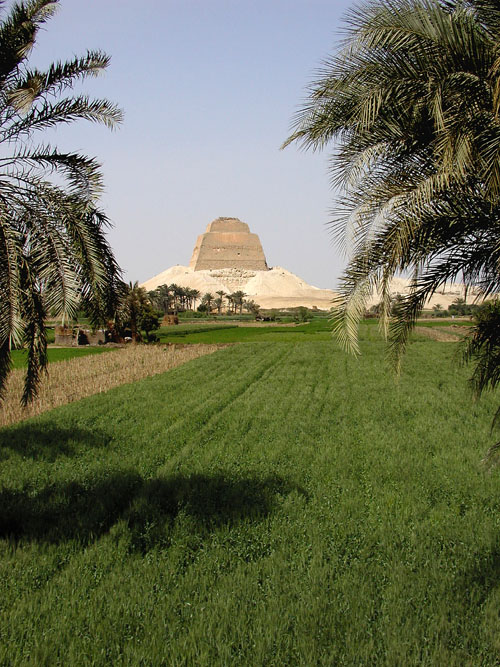
Пирамида в Мейдуме

В пустыне к северо-западу от города Эль-Васта рядом с современной деревней Медум находится сооружение, похожее на гигантскую, стоящую на массивном основании башню с двумя небольшими разрушенными башенками на вершине.
«Медумская пирамида господствует над всем пейзажем на много километров вокруг. Поистине во всем Египте едва ли найдётся хоть несколько памятников, которые могут по грандиозности сравниться с этим похожим на цитадель сооружением», — писал Гонейм.
Местное население называет её «харам-эль-каддах», или «ложная пирамида». При этом она была как раз «истинной» пирамидой (по крайней мере до своего превращения в развалины) с основанием 146 × 146 м метров и высотой 118 метров. Ныне от входа, который расположен в самом низком её открытом слое, примерно в 20 метрах над основанием, она поднимается приблизительно на 45 метров, то есть достигает меньше половины первоначальной высоты.

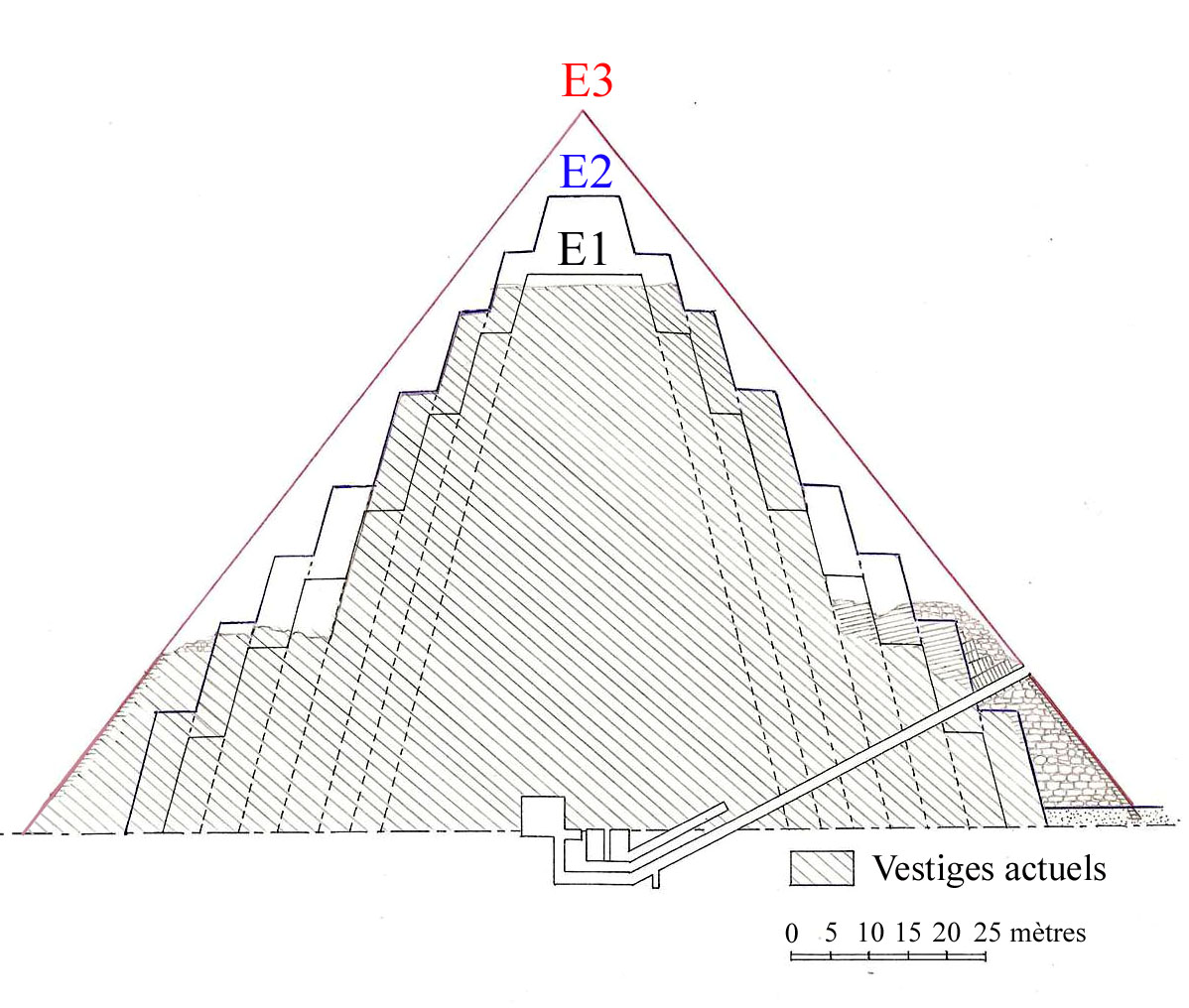
Фазы строительства пирамиды в Мейдуме

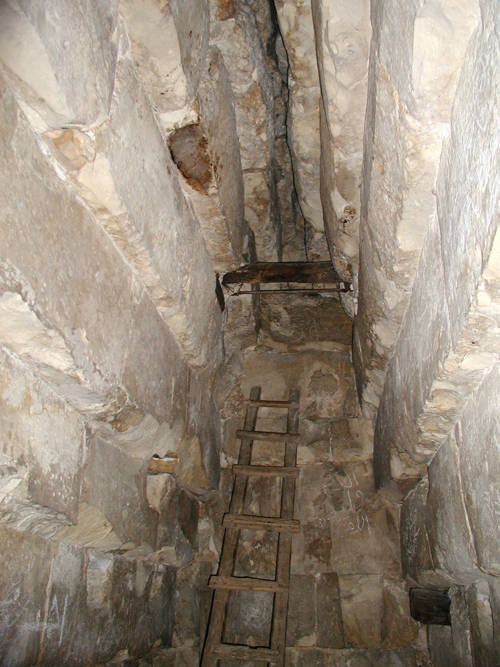
Свод погребальной камеры пирамиды в Мейдуме

Первоначально это сооружение представляло собой ступенчатую пирамиду, состоящую из семи или восьми ступеней. Ныне солнце освещает лишь остатки её третьей и четвёртой ступеней. Первые две скрыты в окружающих развалинах, от пятой остался лишь небольшой выступ, от двух или трёх последних сохранились упавшие блоки; раскопки в её непосредственной близости позволили обнаружить множество отполированных известняковых облицовочных плит. Вход в пирамиду нашли в 1882 году рабочие Масперо; относительно того, кого считать первым исследователем, вступившим в её погребальную камеру, в литературе существуют разногласия: согласно «Египетским пирамидам» англичанина Эдвардса, это был француз Масперо, «Справочнику египетской археологии» француза Вандье — англичанин Питри. В камере были найдены лишь обломки деревянного гроба, который по стилю относят к эпохе Древнего царства. Исследователи ожидали найти саркофаг, которого там не оказалось. Однако, по размерам камеры (5,9 × 2,65 метра) сделан вывод, что она была рассчитана под саркофаг. То, что саркофаг некогда там находился, в первую очередь подтверждает толстая балка со следами каната, с помощью которого опускали саркофаг в камеру. Объяснением отсутствия саркофага является тот факт, что вынести саркофаг из этой пирамиды было легко.

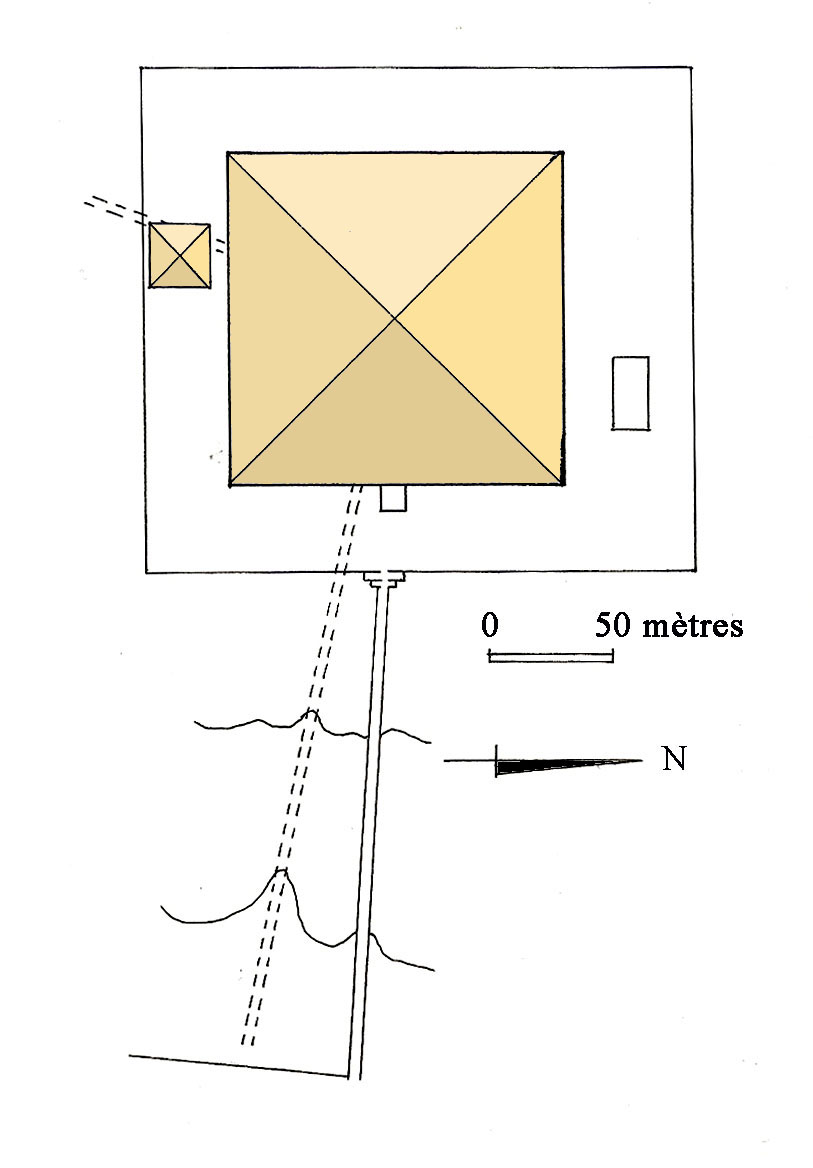
Карта погребального комплекса в Мейдуме (пунктир — остатки двух пандусов)

Для её строительства использовались такие большие блоки, что рабочие не могли их поднять; возникла проблема, как их доставить на нужную высоту. Борхардту удалось в начале прошлого века найти возле неё остатки платформ или насыпей, по которым каменные блоки доставлялись наверх. Подобную же находку в тридцатые годы сделал А. Роу; найденные им остатки платформы видны и поныне. Таким образом, подтвердилась правильность давнего сообщения Диодора, согласно которому тогдашние строители переправляли камни наверх «с помощью насыпей, ибо приспособления в ту пору ещё не были изобретены».
Внутренняя структура Медумской пирамиды — простейшая из всех, нам известных: создаётся впечатление, будто её архитектор совершенно забыл об осторожности[стиль]. В пирамиде лишь один коридор, по которому в неё входили (и входят поныне). Начинается он на северной стороне и круто опускается вглубь примерно на 7 метров ниже основания, где расширяется, превращаясь в две горизонтальные «прихожие»; точно под вершиной расположен вход в погребальную камеру. Этот вход имеет одну особенность: в отличие от всех других пирамид в камеру попадают не сбоку и не сверху, а снизу, через отверстие, проделанное в её полу. Погребальная камера выложена тщательно отшлифованными плитами из турского известняка; потолочное перекрытие из необычайно мощных блоков, тоже известняковых: снизу они вытесаны полукругом, так что производят впечатление свода. Камеры для погребальной утвари, которых в более ранних пирамидах было такое множество, здесь отсутствуют совсем. Тщетно их искали археологи. Их не нашли даже древние грабители; грабители оставили после себя лишь дыру в стене, которая никуда не вела.

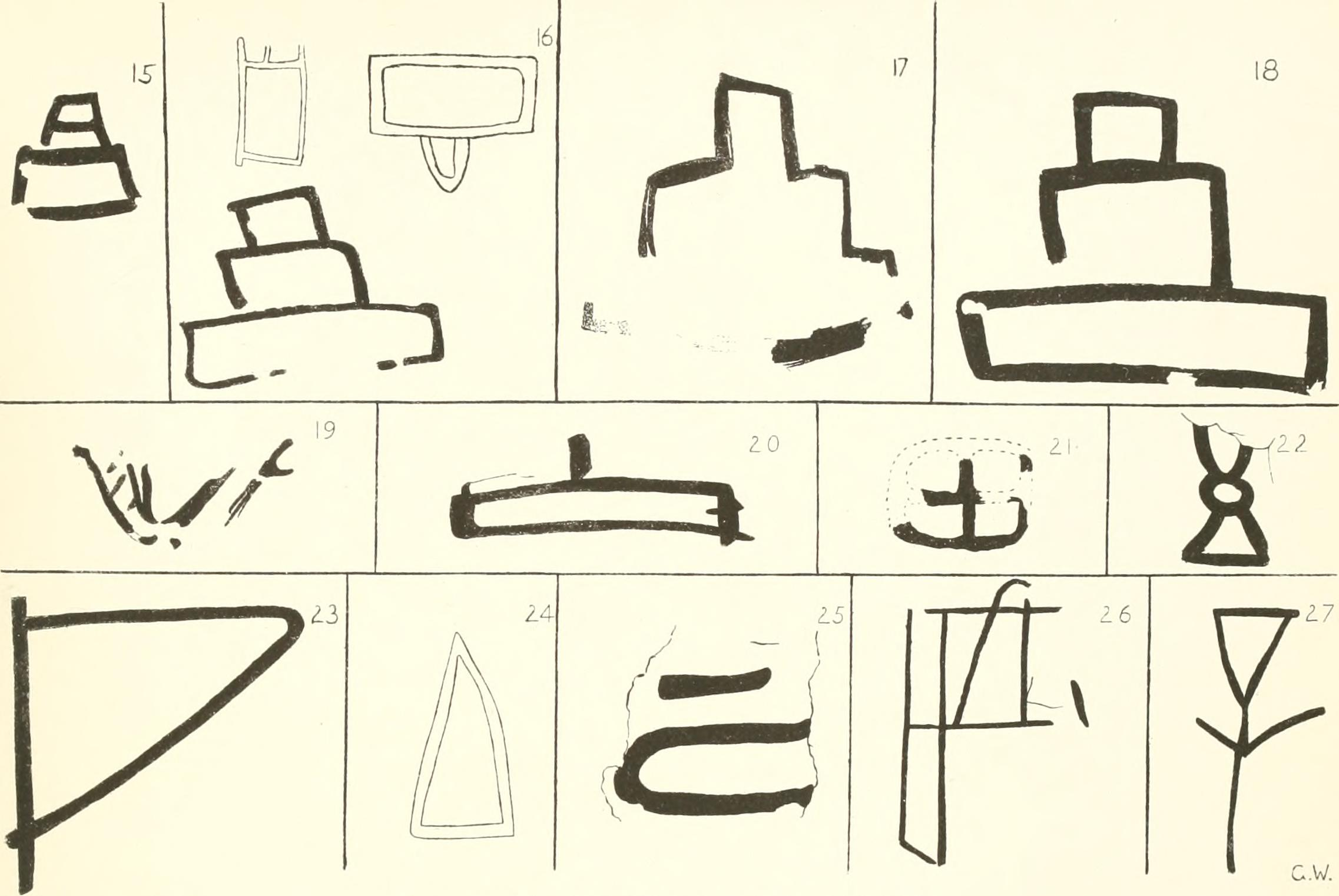
Древний чертёж пирамиды в Мейдуме

Первоначально эта пирамида была построена как ступенчатая и лишь на третьем или четвёртом этапе строительства её превратили в «истинную», заполнив уступы каменной кладкой. Реконструкция её архитектурной эволюции была для современных учёных нелёгкой задачей, и кто знает, как долго она оставалась бы неразрешённой, если бы на помощь египтологам не пришёл неизвестный древнеегипетский строитель[стиль]. При раскопках на известняковой плитке был обнаружен стилизованный чертёж, изображавший пирамиду сначала с двумя, а потом с тремя и четырьмя ступенями. Выполнил этот чертёж какой-то древний «прораб». К сожалению[стиль], не нашлось записи с его именем, неизвестно также, кому и когда пришла в голову идея заполнять уступы каменной кладкой и покрывать возникший таким образом ровный склон пирамиды сплошной облицовкой. Не сохранилось и прямого свидетельства о том, какой египетский царь повелел построить эту пирамиду.

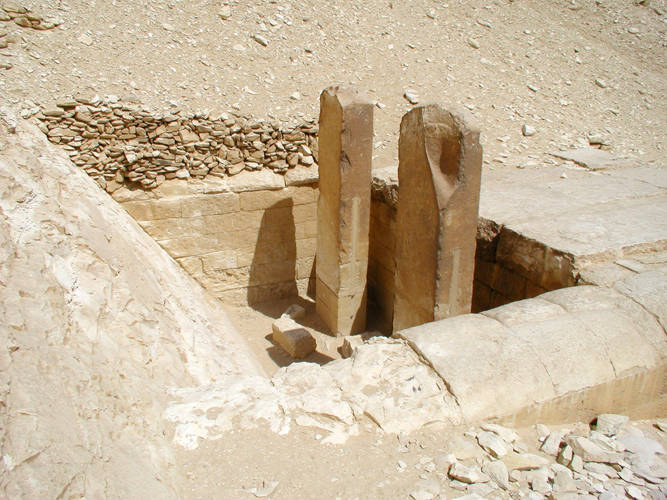
Заупокойный храм и стелы

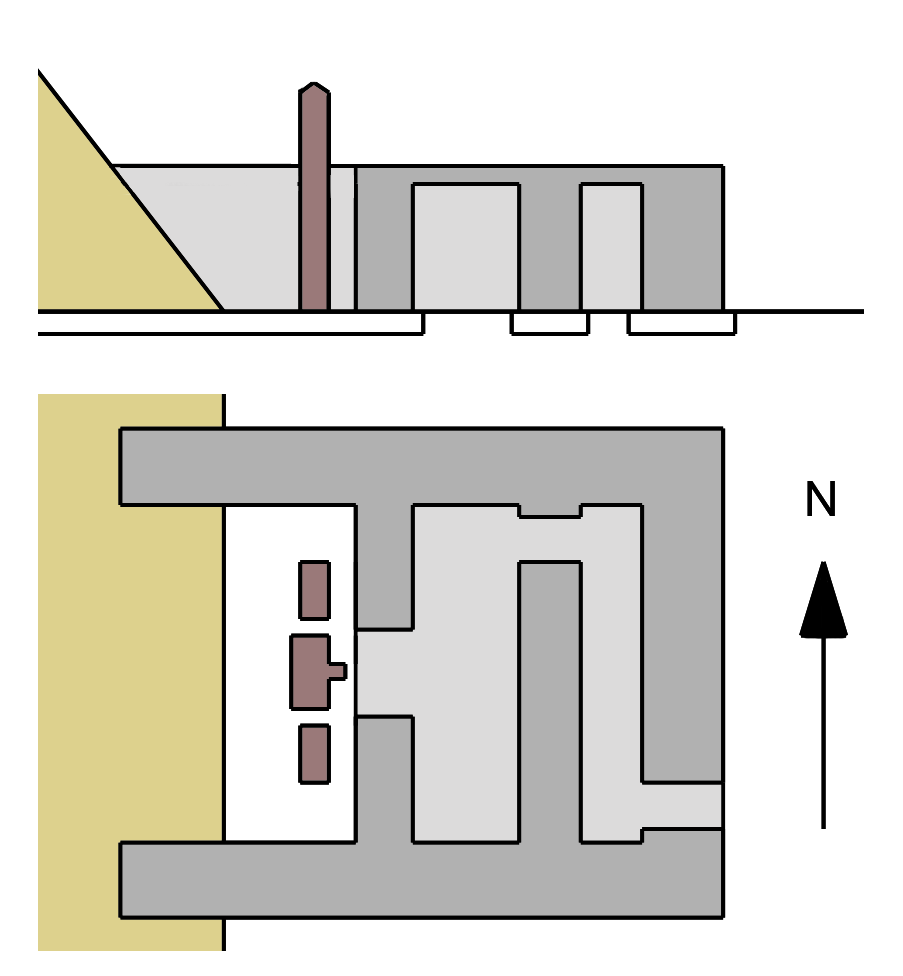
План заупокойного храма

После раскопок в Мейдуме атрибуция пирамиды не возбуждала и тени сомнения. У восточной грани пирамиды в центре находится небольшой храм, к которому некогда вёл широкий проход от кромки полей. В храме было несколько помещений, расположенных перед обнесённым стеной двориком. В нём по обе стороны от алтаря, на который клали подношения для духа царя, стоят две огромные стелы без надписей и изображений. Этот небольшой храм и через полторы тысячи лет после Снофру посещали благочестивые паломники и путешественники, которые нацарапали свои имена и оставили надписи на стенах храма. Пять из этих надписей упоминают, что пирамида принадлежала царю Снофру. «Двенадцатого дня 4-го месяца Шему 41-го года правления царя Тутмоса (III) пришёл сюда писец Аахеперра-сенеб, сын Аменмесу, дабы видеть сей великолепный храм царя Снофру, и нашёл его (таким), словно бы в нём пребывало само небо с сияющим солнцем». Более того, наличие картуша Снофру в одной из мастаб соседнего некрополя позволили установить, что большинство владельцев гробниц (Нефермаат и Итет, Рахотеп и Нофрет и т. д.) сделали карьеру в эпоху правления этого фараона. Таким образом, Мейдум представлялся некрополем Снофру, с расположенными поблизости мастабами больших чиновников. В конце правления V династии мейдумский памятник под именем Джед-Снофру («Монументален Снофру») функционировал одновременно с заупокойным комплексом Снофру в Дахшуре, так как, согласно папирусу из Абусирского архива, он являлся поставщиком продуктов в заупокойный храм царя Нефериркара. Идентификацию Джед-Снофру с памятником из Мейдума подтверждает надпись на статуэтке Среднего царства — обнаруженной в том же восточном святилище — которая упоминает богов, которые в Джед-Снофру. Это единственные доказательства её принадлежности, поскольку внутри пирамиды были обнаружены только фрагменты деревянного саркофага, не содержащие надписей.
Тем не менее ныне большинство египтологов полагают, что Снофру лишь повелел закончить эту пирамиду, а первоначальным её строителем был Хуни, последний царь III династии (а возможно, и его отец). В пользу такого предположения также говорят два доказательства, и, по-видимому, более убедительных. Во-первых, вся постройка в своей первоначальной архитектурной концепции соответствует тем традициям строительства пирамиды, которые существовали при III династии, и, во-вторых, позднее, очевидно[стиль] после окончания этой пирамиды, с учётом опыта её строительства, Снофру приказал воздвигнуть для себя две пирамиды в Дахшуре.
Причина, по которой Снофру вёл работы в гробнице предшественника, не совсем ясна. Если он был сыном Хуни, он мог просто заботиться о достойном захоронении отца. Но существует и точка зрения, что он боялся умереть прежде, чем будет завершена его столь желанная гробница, и узурпировал пирамиду Хуни. Снофру приказал добавить к ней гладкую облицовку, чтобы трансформировать её в настоящую пирамиду, лучше приспособленную для заупокойных нужд нового фараона. Тем не менее, тезис об узурпации, который казался малоправдоподобным в случае Снофру, не был воспринят единодушно.

### Ломаная пирамида

#### Общие сведения

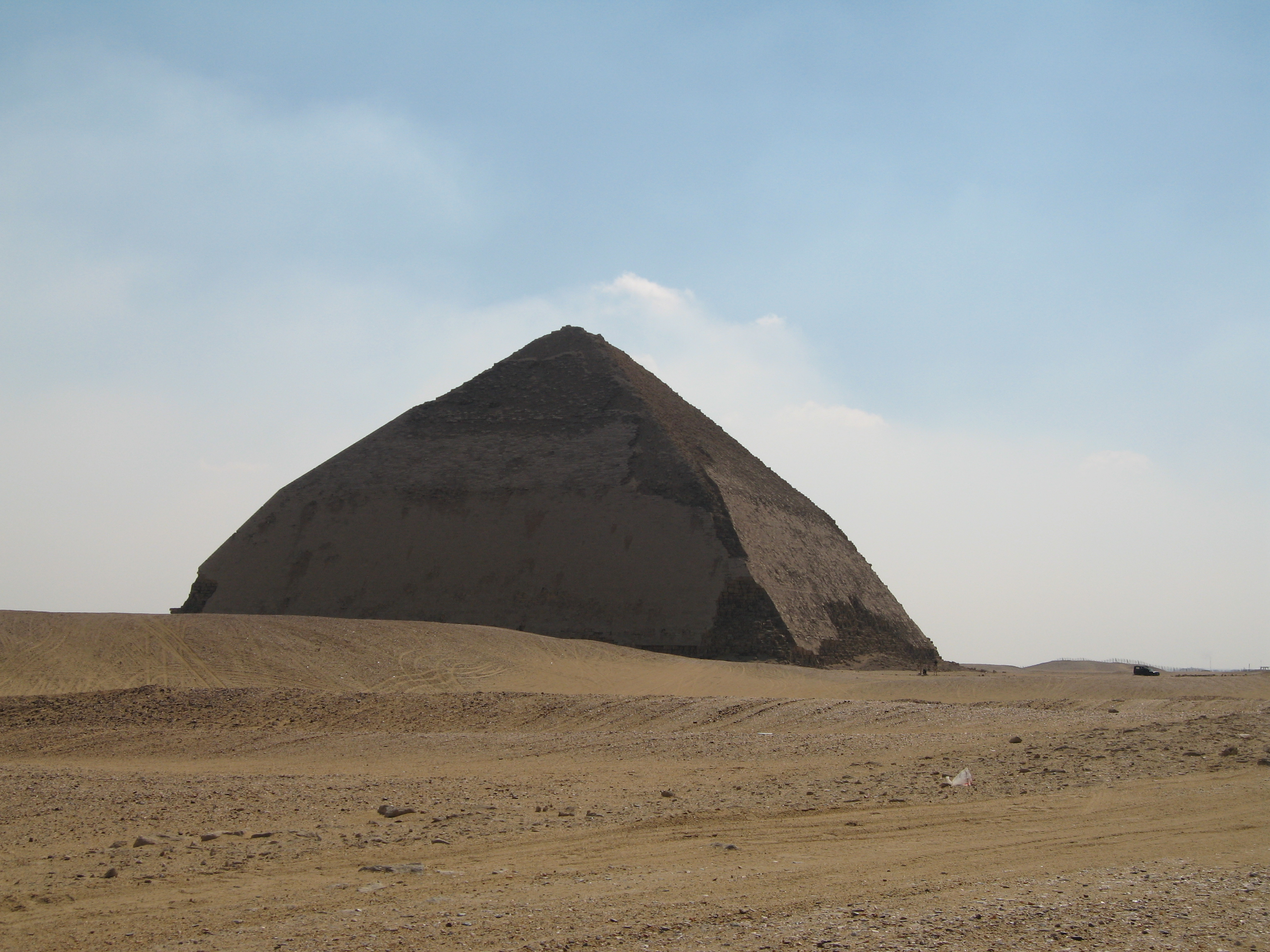
Южная пирамида в Дахшуре

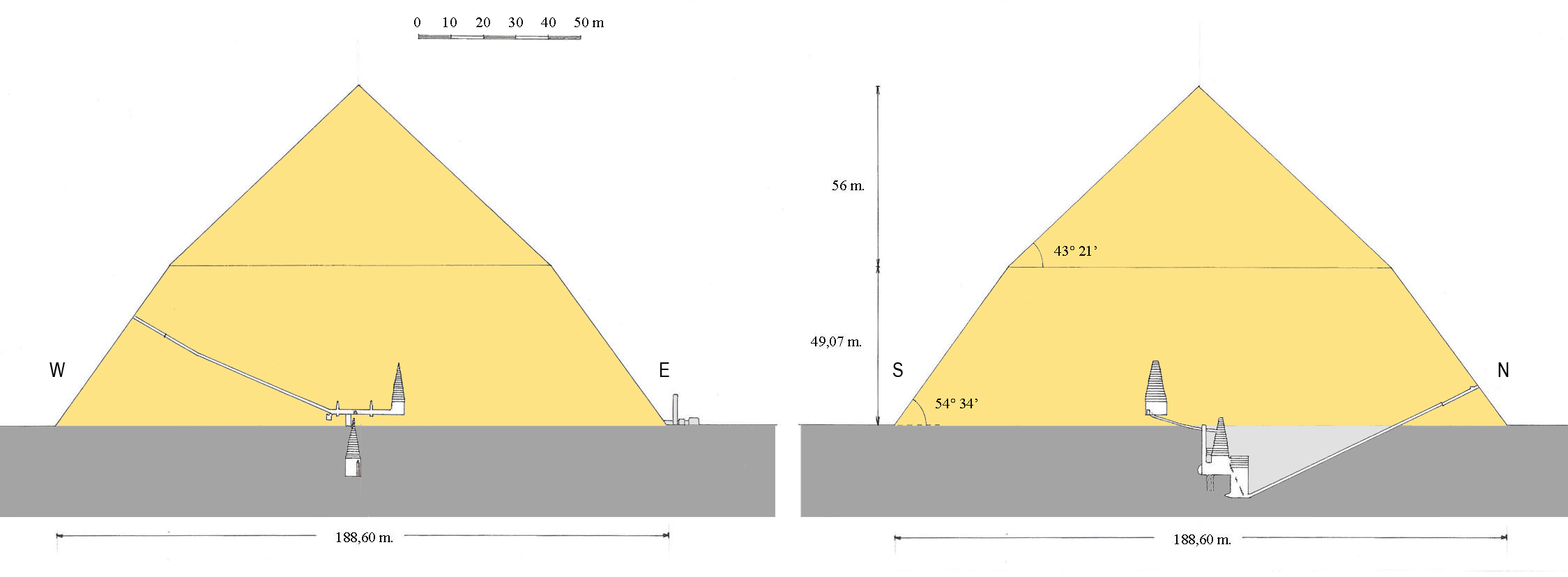
Внутренняя планировка пирамиды

Находка в Дахшуре декрета Пиопи I (VI династия) показала, что Снофру принадлежали ещё две пирамиды. В этом официальном документе царь предписывает привилегии и охрану имущества жрецов культа Снофру в обеих пирамидах, которые, следуя логике[стиль], должны были находиться поблизости от места обнаружения декрета — большого строения (100×65 м), расположенного на границе плато Дахшур. Следовательно, две огромные каменные пирамиды в Дахшуре, — достойные соперницы пирамид Гизы, — должны были принадлежать Снофру. Атрибуция окончательно подтверждена раскопками. По какой причине Снофру перенёс царское кладбище на новые земли у Дахшура, в 45 км к северу от Мейдума, не вполне ясно.
Вероятно, южную пирамиду построили раньше. Она носит название «ломаной», «срезанной» или «ромбовидной» пирамиды за её причудливую форму. Почти до половины её высоты стены поднимаются довольно круто вверх, затем резко меняют наклон и к вершине идут под значительно меньшим углом. Это одно из лучше всего сохранившихся сооружений такого типа. Ей интересовались путешественники уже в XVII и XVIII веках. В 1838 году Перринг и Виз первыми проникли в эту пирамиду и составили её точный план. В 1894—1895 годах Жак де Морган, под руководством которого велись раскопки на территории некрополя, частично расчистил ромбовидную пирамиду. В 1924 году египетская Служба древностей начала систематические раскопки и исследования этого памятника. Вначале поисковыми работами руководил Жекье, а затем, начиная с 1945 года, его место заняли Абд эс-Салям Хуссейн и А. Варий. Варий обнаружил на двух скрытых внутри пирамиды блоках надписи красной краской, содержащие имя Снофру. Таким образом, мы имеем свидетельство, позволяющее считать первого фараона IV династии создателем этой пирамиды. Последние раскопки на этой территории велись в 1951—1955 годах под руководством А. Фахри. Наиболее значимым его достижением было открытие заупокойного храма при пирамиде, который является самым древним из известных памятников этого типа.
Ромбовидная пирамида построена из местных известняковых блоков и облицована отшлифованными плитами из турского известняка, в основном сохранившимися на своём месте. От прочих пирамид она отличается формой и наличием двух входов. Ширина сторон её основания составляет 188,6 м, высота первоначальная — 105,07, ныне — приблизительно 100 м. На уровне 44,9 м, согласно Рейснеру, или 49,07 м, по Фахри, угол наклона граней составлял 54° 14' (Рейснер) или 54° 31' (Фахри). Отсюда до вершины угол наклона равнялся 42° 59' (Рейснер) или 43° 21' (Фахри). Изменение угла наклона граней придало пирамиде характерный ломаный силуэт и сделало её непохожей ни на одно из подобных сооружений.
Её форма послужила основанием для различных интерпретаций. Уже Уилкинсон интересовался этой особенностью: он предположил, что она является следствием ускорения строительных работ посредством уменьшения объёма на середине высоты. Перринг отметил, что в верхней части пирамиды подгонка блоков друг к другу выполнена менее тщательно, нежели в нижней части. Другие исследователи полагают, что создатели пирамиды хотели уменьшить вес каменной массы, чтобы избежать разрушения сводов внутренних помещений и коридоров. Наконец, необходимо привести мнение А. Вария, который, отбросив все эти гипотезы, предположил, что такая форма пирамиды предусматривалась с самого начала с целью подчеркнуть двойной характер здания, имевшего два входа. Иными словами, силуэт пирамиды был своего рода символом её внутренней планировки.

#### Северный нисходящий коридор и нижняя камера

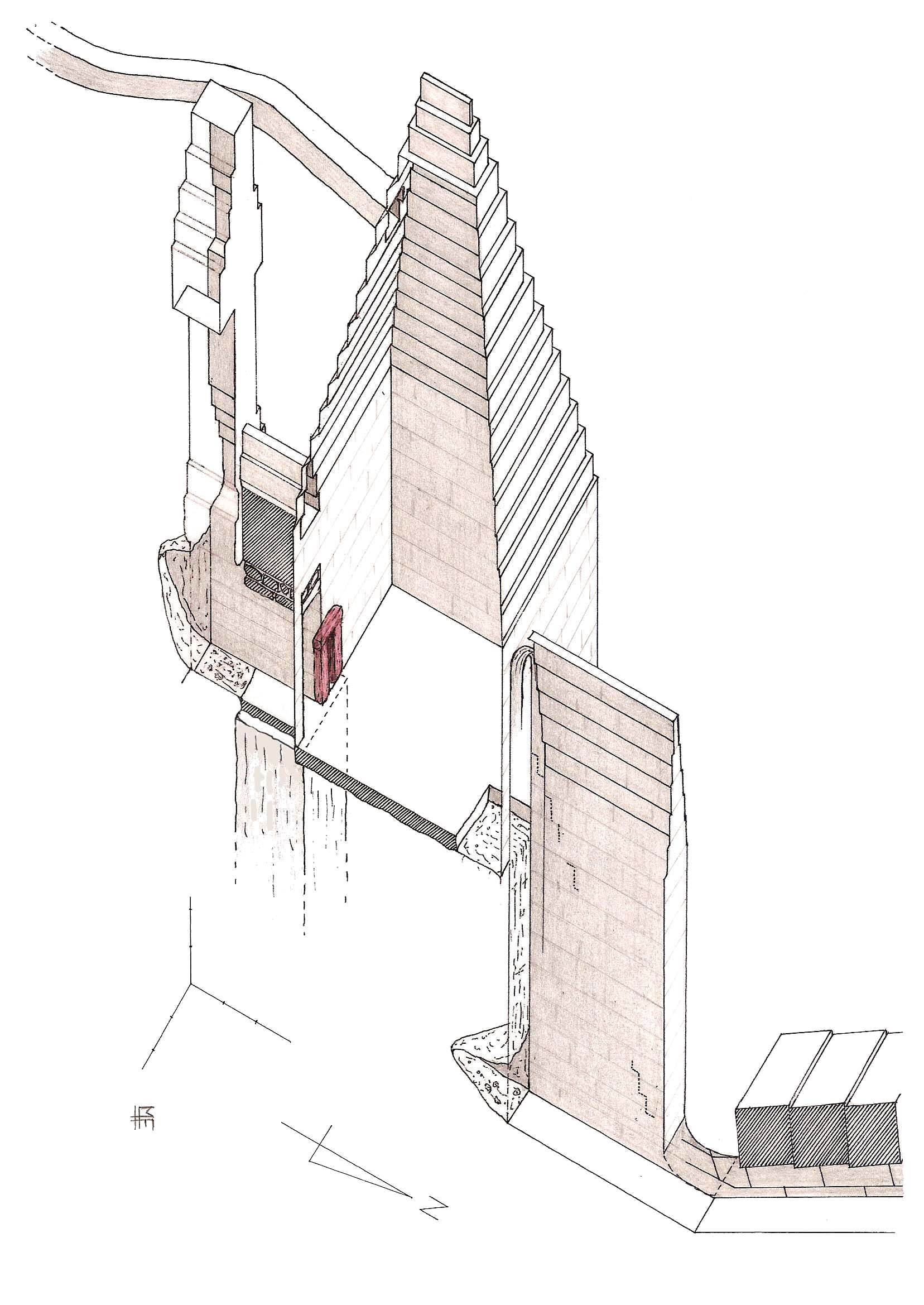
План вестибюля, нижней камеры и «печной трубы»

Северный вход пирамиды находится приблизительно в 11,8 м над уровнем основания. Отходящий от него наклонный коридор длиной 78 м был частично выложен в массиве пирамиды, а частично вырезан в скале и спускался приблизительно на 25 м к центру основания. Высота коридора составляет всего 1,05 м, а ширина 1,10 м. Коридор заканчивается прихожей, размеры которой составляют 5,40 м в длину и 12,60 м в высоту, а шириной всего в 1,10 м, соответствующей коридору. Потолок вестибюля образует ложный свод из мощных известняковых блоков, сложенных в виде сужающейся вверх крыши. Такой ложный свод сделан для равномерного распределения давления находящихся сверху блоков пирамиды. На высоте 6,50 м от пола прихожей расположен проход в главную камеру северного входа. Это помещение имеет в высоту 17,2 м, при площади 4,96×6,30 м. Облицовка коридора и камер была выполнена из тщательно подогнанных друг к другу блоков белого известняка. Потолок главной камеры сделан также в виде сужающегося вверх ложного свода. На южной стороне главной камеры короткий проход ведёт в очень узкую и высокую вертикальную шахту, которая находится точно на оси пирамиды. Эта шахта известна в литературе, как «Печная труба». Шахта закрывается сверху небольшим ложным сводом. Ложный свод имеет и небольшое окошко, расположенное в нескольких метрах над проходом из главной камеры в «печную трубу».

#### Западный вход и верхняя камера

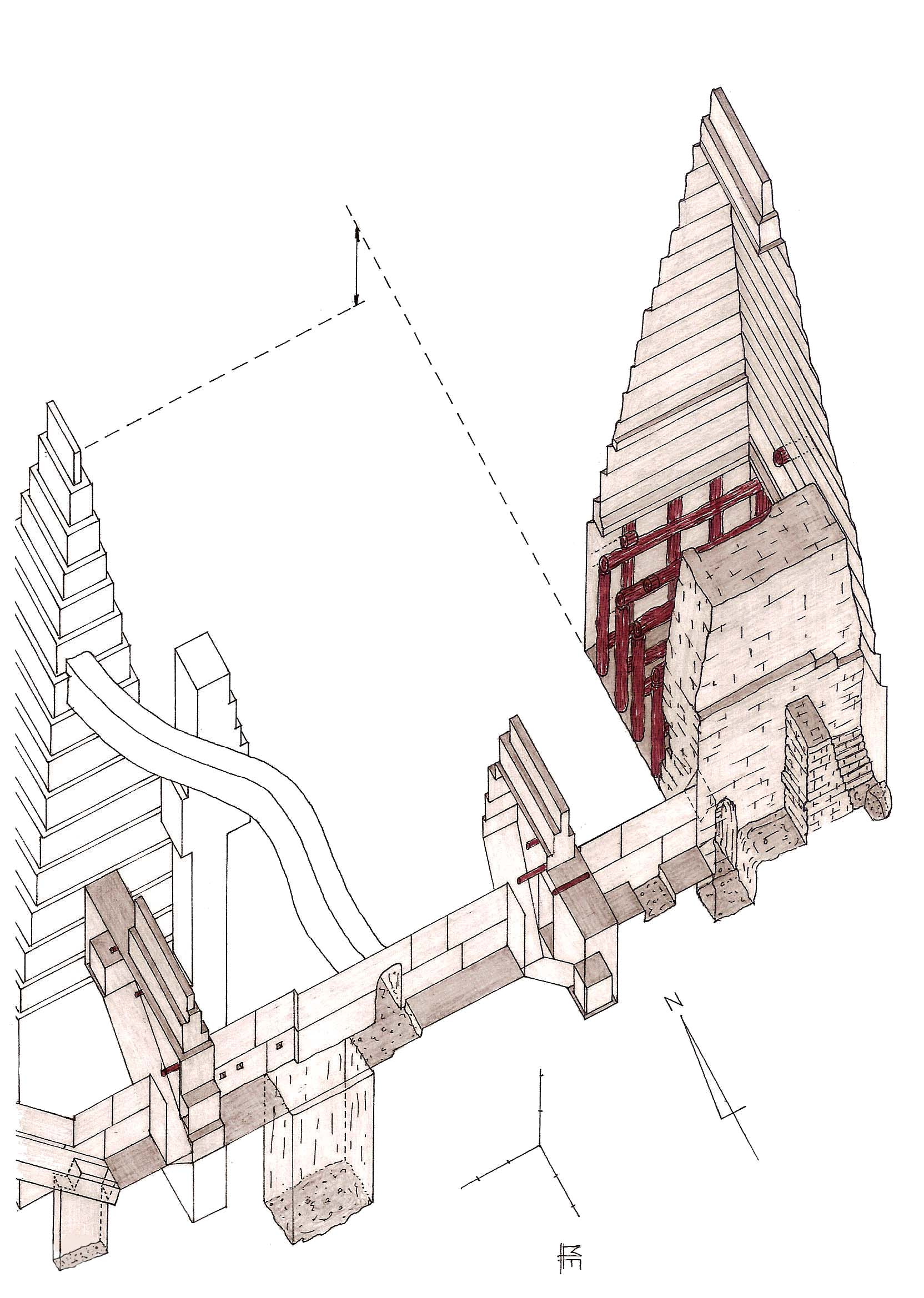
План коридора с запорными блоками и верхней камеры. Также показан тоннель прорубленный между двумя системами камер

Второй вход, расположенный с западной стороны, находился на высоте 33,32 м от основания. При этом второй вход отлично сохранился, поскольку был закрыт поворотной каменной плитой с запорным механизмом, которая сливалась с облицовкой западной грани пирамиды. Входы на северной стороне пирамиды делали во времена Древнего царства. Это было связано с религиозными верованиями древних египтян. Почему здесь появилась потребность во втором, западном, входе — это остаётся загадкой. Довольно крутой наклонный коридор длиной 67,66 м вёл вглубь пирамиды. В конце наклонного коридора есть небольшая яма, которая могла служить защитой от попадания дождевой воды во время строительства. За ямой начинается горизонтальный коридор длиной около 20 м, на котором расположены два устройства с блокирующими проход камнями. Системы запирания уникальны тем, что они состояли не из обычных барьеров падающего камня, а скорее из камер с наклонной плоскостью, по которым барьерный камень мог скользить в нужное положение. Между двумя системами заграждения проходит шахта во всю ширину прохода. Как и все камеры, камеры запирающих камней имеют консольные своды. Наружная из двух запорных систем была заперта. Блокирующий камень стоит и сегодня, но в нём имеется прямоугольное отверстие. Внутренний запорный механизм никогда не был закрыт. Его запорный камень всё ещё удерживается в открытом положении деревянной балкой. Коридор приводит к так называемой верхней заупокойной камере. Размер камеры — 7,97×5,26 м, а высота — 16,5 м. Потолок выполнен в виде ложного свода, однако, из-за чудовищного давления верхних слоёв каменной кладки, он потерял геометрию и грозит обрушиться. В нижней части камеры находится обрешётка из кедровых брусьев, её назначение также остаётся неизвестным.

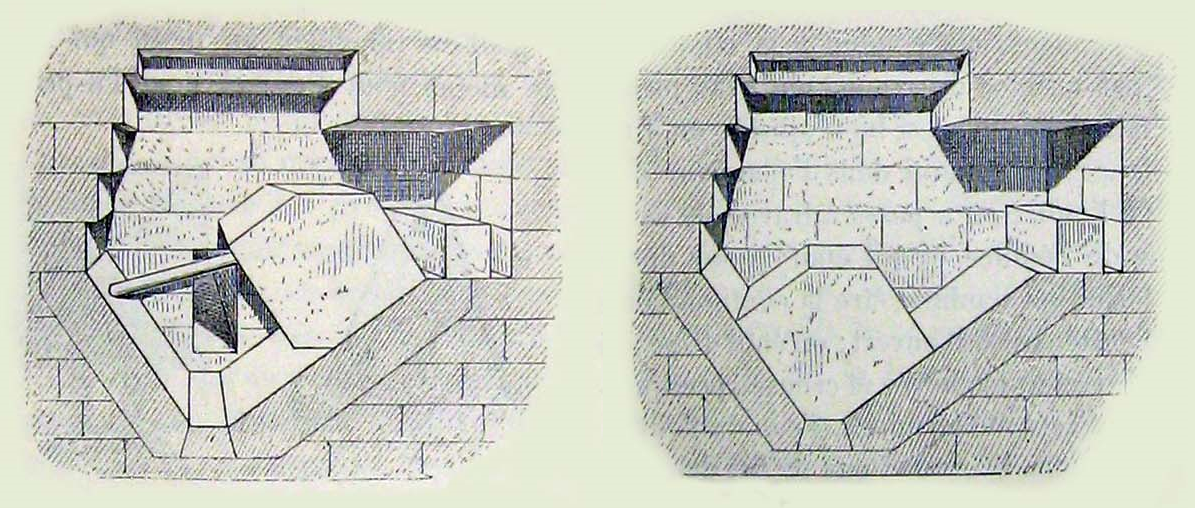
Устройство блокировочной системы верхней камеры в открытом и закрытом состоянии (по Перрингу)

Оказалось, что кто-то проделал проход, соединяющий эти две системы туннелей. Этот проход не был задуман строителями монумента, он выглядит очень «кустарно». Его невозможно было пробить так точно, если не знать точного расположения обеих систем туннелей. То есть, кто-то вначале вскрыл оба входа, и уже потом прорубал этот проход. Кому и зачем это понадобилось — ещё одна загадка.
В этой пирамиде не обнаружено и следа присутствия саркофага, однако во внутренних помещениях наблюдаются следы изъятия огромных объёмов камня: так, полностью отсутствует «лестница к небу» в двух нижних помещениях с ложным сводом потолков — но на стенах остались следы её присутствия в прошлом; в верхнем помещении «с кедровыми брусьями», на глубину в несколько метров раскопан пол. Сами брусья на момент завершения строительства должны были быть внутри кладки. Не исключено, что саркофаг мог находиться в верхнем помещении в кладке пола, подобно саркофагу Хефрена, где и был разрушен грабителями.

#### Пирамида-спутница

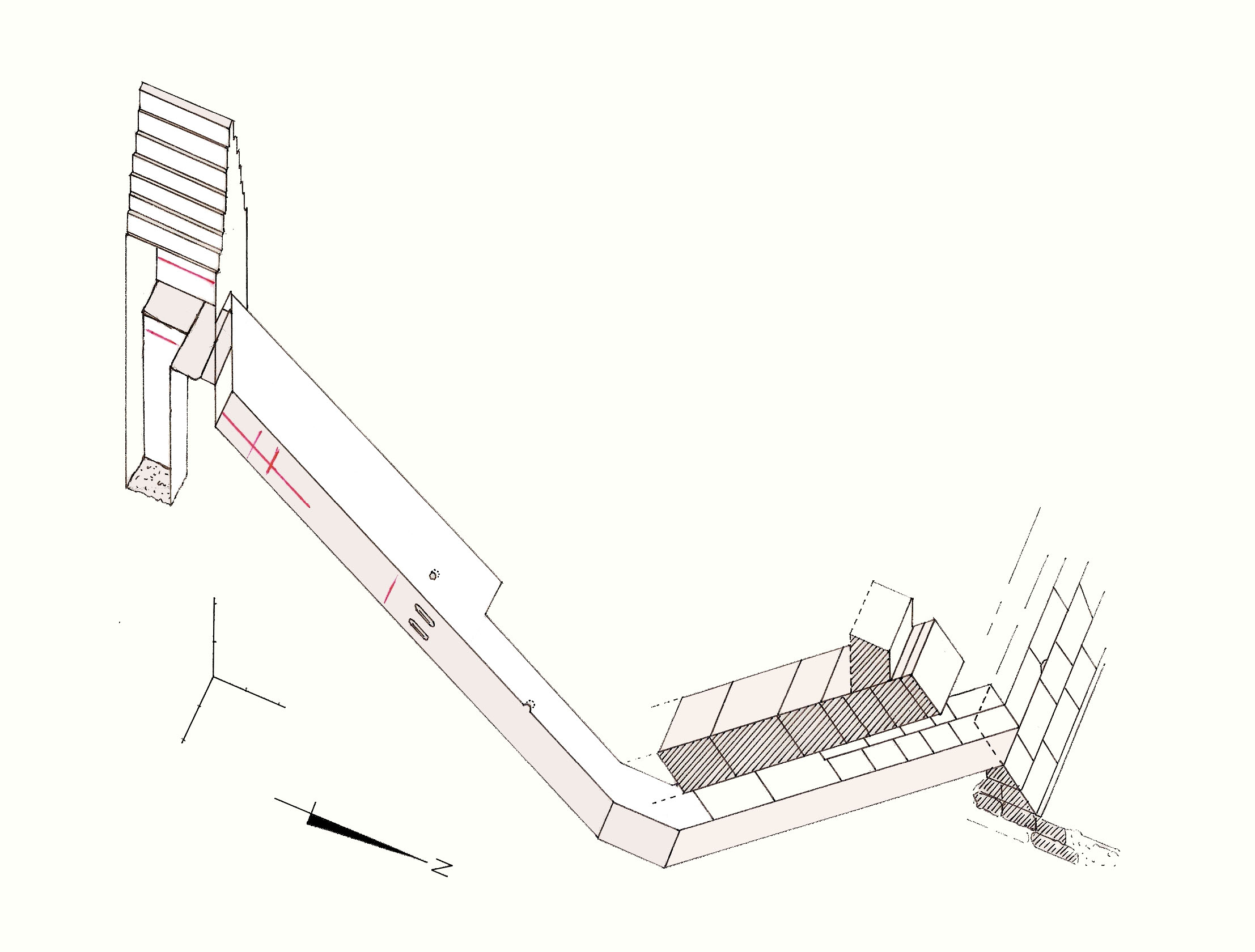
План внутреннего устройства пирамиды-спутницы

Погребальный комплекс Снофру включал в себя ещё одну маленькую пирамиду, возведённую в 55 м к югу от главной. Ширина её сторон была около 53 м, а первоначальная высота достигала приблизительно 32 м. Ныне она почти лишена своей облицовки (лишь внизу сохранились её остатки) и сильно разрушена. Для кого и кем она была построена, доподлинно неизвестно. В 50-е годы XIX века археолог Ахмед Фахри нашёл внутри её ограды обломки стелы с изображением Снофру, что дало повод историкам отнести сооружение этой пирамиды ко времени царствования фараона Снофру. Ныне эта отреставрированная стела находится во дворе Каирского музея. Эта пирамида-спутница является самой большой среди подобных пирамид и единственной, которая имеет сложную внутреннюю структуру. Ранее предполагалось, что это была гробница жены Снофру и матери Хеопса, царицы Хетепхерес. Однако сейчас исследователи полагают, что сооружение строилось как вместилище Ка, бессмертной души фараона.
Вход в пирамиду расположен с северной стороны на высоте примерно двух метров от уровня земли. Наклонный проход в 32°, длинной 11 м и высотой 1,23 м ведёт вниз, где заканчивается небольшим горизонтальным участком. Далее 15 метровый подъём в 32° ведёт в погребальную камеру. Через некоторое расстояние высота прохода увеличивается до 2,35 м, а ещё дальше путь преграждают каменные блоки во всю ширину прохода и высотой чуть более метра. По замыслу строителей, эти блоки должны были соскользнуть по наклонной плоскости и наглухо запечатать проход. Однако этот замысел не был приведён в исполнение, и эти блоки находятся на своём первоначальном месте, оставляя проход открытым. Пробравшись поверх запирающих блоков, можно попасть в погребальную камеру. Потолок камеры выполнен в виде ложного свода высотой почти 7 м и состоит из 8 ступеней высотой по 0,5 м. В юго-восточном углу камеры находится вертикальная шахта, глубина которой достигает более 4 м.
В ансамбль при пирамиде входили два заупокойных храма. Верхний, построенный возле восточного фасада гробницы, сильно повреждён. Он много раз переделывался и расширялся. Основным материалом здесь служил сырцовый кирпич. Первоначально храм состоял из маленькой часовни с двумя стелами по сторонам и столом для жертвоприношений перед ней. Он был переделан и расширен, вероятно, в эпоху Среднего царства и, возможно, в Позднюю эпоху или при Птолемеях.
Территория пирамиды была окружена стеной. Заупокойный храм, соединённый платформой с оградой пирамиды, также был обнесён стеной. Его размеры приблизительно 47,16 на 26,20 м; храм ориентирован по оси север—юг. Платформа примыкала к юго-западному углу пирамиды, проходя через стену ограждения. Затем, пройдя через узкий двор, можно было с южной стороны попасть в длинный зал, украшенный рельефами. С двух сторон от зала располагались большие помещения, служившие кладовыми; в одном из них, возможно, находилась сокровищница храма. На продолжении оси была сделана вторая дверь, ведущая в открытый двор. В его северной части располагался портик с десятью столбами, скрывавшими шесть часовен в форме монолитных наосов, где стояли статуи царя. Культ фараона сохранялся в этом храме в течение долгого времени, о чём свидетельствуют находки археологов. Храм был разрушен не ранее XVIII династии.
К востоку от Ломаной пирамиды находятся развалины маленького храма. Весь комплекс был огорожен каменной стеной двухметровой толщины.
У храма найдены две каменные стелы с именем Снофру. Учёные установили, что храм несколько раз реконструировался, последний раз уже перед персидским завоеванием. Это свидетельствует о глубоком почитании Снофру египтянами на протяжении тысячелетий.

### «Розовая пирамида»

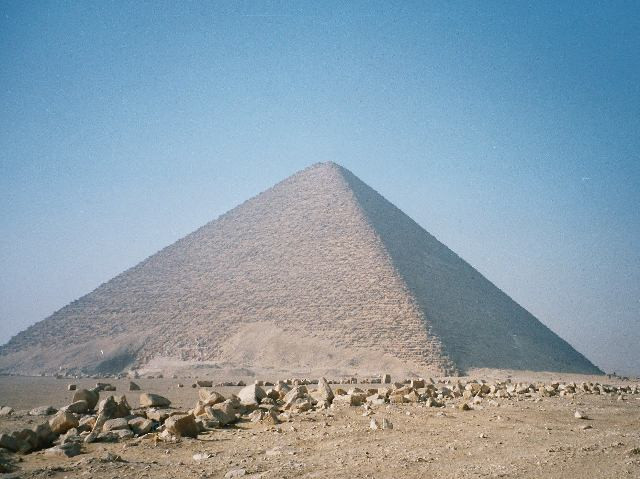
Розовая пирамида

Северная, или «розовая» (реже именуемая «красной»), пирамида Дахшура — первая царская усыпальница правильной стереометрической пирамидальной формы, то есть она является первой «истинной» пирамидой. Она большая, но словно бы прижата к земле: наклон её стен весьма невелик, они поднимаются примерно под тем же углом (43 градуса 36 минут, в отличие от поздних норм — 51 градус 52 минуты), что и верхняя часть южной пирамиды; в соотношении с площадью фундамента (основание 218,5 × 221,5 м при высоте 104,4 м) она необыкновенно низка. Её название связано с цветом облицовочного камня, приобретающего розовый оттенок в лучах заходящего солнца. Вход через наклонный проход на северной стороне спускается в три смежные камеры, они все заполнены камнями и недоступны. Эта пирамида была приписана Снофру, потому что на нескольких блоках облицовки красной краской начертано его имя.
Это одна из самых больших пирамид, по величине она уступает лишь пирамидам Хуфу и Хафра. Пирамиды Снофру в Дахшуре составляли ансамбль сходных и дополняющих друг друга построек, названных Ха-Сенеферу. Слово Ха означало на древнеегипетском языке «восход», также «праздник», или «венец».

### Пирамида в Сейле

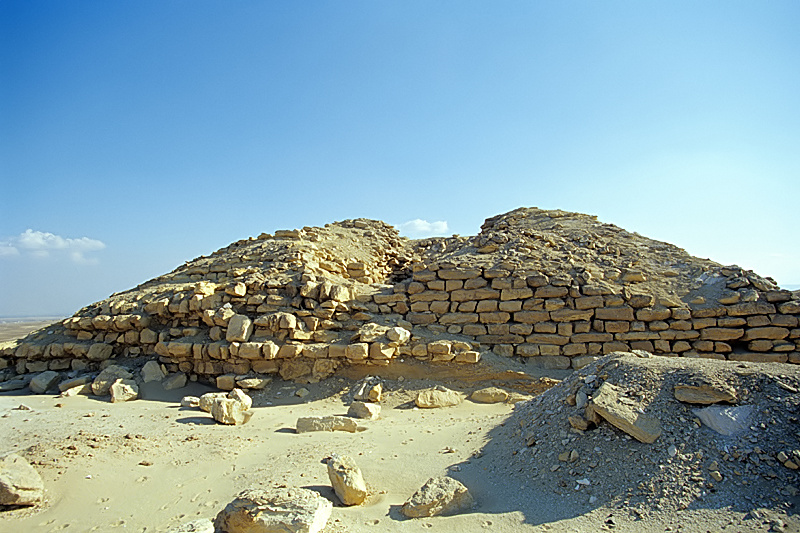
Пирамида в Сейле

В результате раскопок у ступенчатой пирамиды в Сейле, расположенной точно в 10 км к западу от Мейдума, на восточной границе Файюма, и обычно приписываемой III династии (принимая во внимание её ступенчатую форму), на месте культового сооружения было обнаружено имя Снофру. Среди расчищенных предметов можно отметить стелу из известняка с написанным хоровым именем и картушем Снофру, алебастровую статуэтку царя и стол для приношений с тремя круглыми ёмкостями, также из алебастра. Значит, пирамида из четырёх или даже пяти ступеней в Сейле была построена во времена Снофру. Видимо, ступенчатая пирамида в Сейле символизировала верховную власть Снофру около одной из его резиденций, или была кенотафом.

### Проблема пирамид Снофру
Вопрос назначения пирамид Снофру остаётся одним из самых затруднительных в египтологии. Общий объём этих пирамид (3 682 500 м3) намного превосходит объём Великой Пирамиды в Гизе (2 600 000 м3), что позволяет считать Снофру самым великим строителем Древнего царства.
Не найдено ни одного фрагмента царского саркофага ни в пирамидах в Дахшуре, ни в пирамиде в Мейдуме, поэтому неизвестно, какая из этих пирамид служила фараону гробницей. И все же открытия в Дахшуре позволяют предположить, что этот город был подлинным некрополем Снофру. У восточной стороны «ломаной» пирамиды в южном Дахшуре было раскопано святилище с алтарём для приношений и две стелы с выгравированным именем Снофру; подобное сооружение, но меньшего размера, было построено также у восточной стороны пирамиды-спутницы. С другой стороны, на северо-восточной стороне главной пирамиды, было обнаружено строение (47 м × 26 м.); оно было связано со стеной её ограды насыпью, длиной около 700 м. Это здание, названное в исторических трудах «долинным храмом», скорее имеет вид заупокойного храма, вовсе не находится на границе долины и не имеет характерных для нижних храмов пирамидных комплексов пристаней. Зато, существование важной, ещё не раскопанной, дороги, ведущей на восток, позволяет надеяться, что[стиль] подлинный нижний храм пирамиды ещё не открыт.
В действительности[стиль], найденный храм демонстрирует основные элементы заупокойного храма: украшенный рельефами и окружённый кладовыми входной вестибюль, двор с декорированными колоннами, поперечный двор, который отделяет переднюю часть храма от его сокровенной части, шесть стоящих в ряд ниш со статуями; единственный элемент, которого не было — это святилище, построенное уже на восточной стороне пирамиды. Сюжеты храмовых рельефов, сохранившихся на высоте человеческого роста, в большинстве своём связаны с царской погребальной церемонией и подобны рельефам многих других припирамидных храмов Древнего Египта. Таким образом, храм и святилище были местом заупокойного культа Снофру. Именно эти места были местом увековечения этого культа в более поздние времена и, особенно в Среднем царстве, как это подтверждают многочисленные вотивные памятники и обновлённые постройки.
Итак, логично было бы заключить, что[стиль] «ломаная» пирамида в южном Дахшуре служила Снофру гробницей. Но существует также грандиозная пирамида с ровными склонами в Северном Дахшуре, в которой были найдены фрагменты человеческого скелета, который, — следует в этом признаться[стиль], — никогда не мог быть с уверенностью признан царской мумией. Этого, тем не менее, достаточно, чтобы считать[стиль] эту пирамиду подлинной гробницей Снофру. Несмотря на все предложенные объяснения, нельзя утверждать, что[стиль] вопрос о погребении Снофру решён.
Разные памятники Снофру в Дахшуре, Мейдуме и Сейле, с храмами и дорогами, представляют собой гигантский объём почти в 4 000 000 м3 камней. Отсюда следует, что Снофру потребовалось добыть большое количество рабочей силы, используя крестьян и захваченных нубийских пленников. Снофру укрепил царство и оставил его в наследство своему сыну Хеопсу, который увеличил достижения своего отца и достиг апогея архитектуры Древнего царства путём строительства пирамиды на плато в Эль-Гизе.
Вместе с тем очевидно[стиль], что программа строительства Снофру практически поглотила всю рабочую силу, имевшуюся в Египте: необходимо было привести из соседних стран несколько тысяч человек для работы на стройках, и от всего египетского народа требовалось колоссальное напряжение сил. Сотни тысяч животных были приведены в Египет для транспортировки камней, а также для пропитания страны. Несмотря на это, Снофру остался в памяти народа как царь «благодетельный». Литература Среднего царства и более поздняя традиция рассматривала Снофру в качестве идеального правителя, превознося его мудрость в противоположность его сыну и преемнику, деспотичному Хуфу (Хеопсу). Заупокойные службы в честь его духа продолжались на протяжении египетской истории. Известны имена около дюжины жрецов, выполнявших эти обязанности во времена IV, V, XIII, XVIII и XXVI династий, а также при Птолемеях.

## Преемственность и семья
Дети
Сыновья Снофру:
- Хуфу — сын Снофру и Хетеферы I, преемник Снофру.
- Анкхаф
- Канефер — второй визирь Снофру, который продолжал служить при Хуфу
- Нефермаат I — старший сын Снеферу и муж Итета. Титулы включали в себя: Жрец Баст, Наследный принц, Хранитель Нехена, великий из пяти в доме Тота. Первый визирь Снофру.
- Нетрапереф
- Рахотеп (или его отцом был Хуни)
- Ранефер
- Анефер I

Дочери Снофру:
- Хетеферс — замужем за Анкхафом. Она была названа в честь своей матери, королевы Гетефер.
- Неферткау
- Нефертнесу
- Хенуцен — замужем за Хуфу.

## Упоминание в папирусе Весткар
В папирусе Весткар рассказывается поздняя история о царе Снофру, и, хотя она представляет собой сказку, её можно привести здесь[стиль]. Однажды царь, изнывая от скуки и пребывая в унынии, послал за своим главным мудрецом, или чародеем Джаджаеманхом, чтобы тот придумал, как развеять его печаль. Мудрец, явно обладающий глубоким, хотя и циничным знанием человеческой природы, позвал двадцать прекрасных девушек, одел в сети вместо одежд, усадил их в царскую прогулочную ладью, которая плавала по озеру рядом с дворцом, и дал каждой из них весло из эбенового дерева, украшенное золотом. Затем он пригласил царя занять место в этой ладье, девушки катали его вдоль берега, и вскоре его величество полностью забыл о своей печали. Неожиданно одна из девушек уронила в воду украшение из бирюзы. Горе её было столь велико, что всё веселье было сведено на нет. Однако чародей, стоявший на берегу, видел, что произошло. Он произнёс какие-то магические слова, и воды озера тут же разошлись, как в истории про Моисея и Красное море. Он смог спуститься и найти украшение. Затем воды вновь сомкнулись, и всё кончилось хорошо.
| IV династия          |                                                                       |                 |
| Предшественник: Хуни | фараон Египта ок. 2639 — 2604 до н. э. (правил приблизительно 35 лет) | Преемник: Хеопс |

 Серым цветом выделены представители III династии.
 Голубым цветом выделены представители V династии.
|           |           |           |           |            |            |            |            |            |            |           |           | Мересанх I    | Мересанх I    | Мересанх I    | Мересанх I    | Мересанх I    | Мересанх I    |            |            | Хуни         | Хуни         | Хуни         | Хуни         | Хуни         | Хуни         |            |            | ?          | ?          | ?          | ?          | ?               | ?               |                 |                 |                 |                 |            |            |            |            |          |          |                |                |                |                |                |                |             |             |             |             |  |  |  |  |  |  |  |  |  |  |  |  |  |  |  |  |  |  |  |  |  |  |  |  |
|           |           |           |           |            |            |            |            |            |            |           |           | Мересанх I    | Мересанх I    | Мересанх I    | Мересанх I    | Мересанх I    | Мересанх I    |            |            | Хуни         | Хуни         | Хуни         | Хуни         | Хуни         | Хуни         |            |            | ?          | ?          | ?          | ?          | ?               | ?               |                 |                 |                 |                 |            |            |            |            |          |          |                |                |                |                |                |                |             |             |             |             |  |  |  |  |  |  |  |  |  |  |  |  |  |  |  |  |  |  |  |  |  |  |  |  |
|           |           |           |           |            |            |            |            |            |            |           |           |               |               |               |               |               |               |            |            |              |              |              |              |              |              |            |            |            |            |            |            |                 |                 |                 |                 |                 |                 |            |            |            |            |          |          |                |                |                |                |                |                |             |             |             |             |  |  |  |  |  |  |  |  |  |  |  |  |  |  |  |  |  |  |  |  |  |  |  |  |
|           |           |           |           |            |            |            |            |            |            |           |           |               |               |               |               | Хетепхерес    | Хетепхерес    | Хетепхерес | Хетепхерес | Хетепхерес   | Хетепхерес   |              |              | Снофру       | Снофру       | Снофру     | Снофру     | Снофру     | Снофру     |            |            |                 |                 |                 |                 |                 |                 |            |            |            |            |          |          |                |                |                |                |                |                |             |             |             |             |  |  |  |  |  |  |  |  |  |  |  |  |  |  |  |  |  |  |  |  |  |  |  |  |
|           |           |           |           |            |            |            |            |            |            |           |           |               |               |               |               | Хетепхерес    | Хетепхерес    | Хетепхерес | Хетепхерес | Хетепхерес   | Хетепхерес   |              |              | Снофру       | Снофру       | Снофру     | Снофру     | Снофру     | Снофру     |            |            |                 |                 |                 |                 |                 |                 |            |            |            |            |          |          |                |                |                |                |                |                |             |             |             |             |  |  |  |  |  |  |  |  |  |  |  |  |  |  |  |  |  |  |  |  |  |  |  |  |
|           |           |           |           |            |            |            |            |            |            |           |           |               |               |               |               |               |               |            |            |              |              |              |              |              |              |            |            |            |            |            |            |                 |                 |                 |                 |                 |                 |            |            |            |            |          |          |                |                |                |                |                |                |             |             |             |             |  |  |  |  |  |  |  |  |  |  |  |  |  |  |  |  |  |  |  |  |  |  |  |  |
|           |           |           |           |            |            |            |            |            |            |           |           |               |               |               |               |               |               |            |            |              |              |              |              |              |              |            |            |            |            |            |            |                 |                 |                 |                 |                 |                 |            |            |            |            |          |          |                |                |                |                |                |                |             |             |             |             |  |  |  |  |  |  |  |  |  |  |  |  |  |  |  |  |  |  |  |  |  |  |  |  |
|           |           |           |           |            |            |            |            |            |            |           |           | Меритит I     | Меритит I     | Меритит I     | Меритит I     | Меритит I     | Меритит I     |            |            | Хуфу         | Хуфу         | Хуфу         | Хуфу         | Хуфу         | Хуфу         |            |            | Хенутсен   | Хенутсен   | Хенутсен   | Хенутсен   | Хенутсен        | Хенутсен        |                 |                 | Анххаф          | Анххаф          | Анххаф     | Анххаф     | Анххаф     | Анххаф     |          |          |                |                |                |                |                |                |             |             |             |             |  |  |  |  |  |  |  |  |  |  |  |  |  |  |  |  |  |  |  |  |  |  |  |  |
|           |           |           |           |            |            |            |            |            |            |           |           | Меритит I     | Меритит I     | Меритит I     | Меритит I     | Меритит I     | Меритит I     |            |            | Хуфу         | Хуфу         | Хуфу         | Хуфу         | Хуфу         | Хуфу         |            |            | Хенутсен   | Хенутсен   | Хенутсен   | Хенутсен   | Хенутсен        | Хенутсен        |                 |                 | Анххаф          | Анххаф          | Анххаф     | Анххаф     | Анххаф     | Анххаф     |          |          |                |                |                |                |                |                |             |             |             |             |  |  |  |  |  |  |  |  |  |  |  |  |  |  |  |  |  |  |  |  |  |  |  |  |
|           |           |           |           |            |            |            |            |            |            |           |           |               |               |               |               |               |               |            |            |              |              |              |              |              |              |            |            |            |            |            |            |                 |                 |                 |                 |                 |                 |            |            |            |            |          |          |                |                |                |                |                |                |             |             |             |             |  |  |  |  |  |  |  |  |  |  |  |  |  |  |  |  |  |  |  |  |  |  |  |  |
|           |           |           |           |            |            |            |            |            |            |           |           |               |               |               |               |               |               |            |            |              |              |              |              |              |              |            |            |            |            |            |            |                 |                 |                 |                 |                 |                 |            |            |            |            |          |          |                |                |                |                |                |                |             |             |             |             |  |  |  |  |  |  |  |  |  |  |  |  |  |  |  |  |  |  |  |  |  |  |  |  |
| Джедефхор | Джедефхор | Джедефхор | Джедефхор | Джедефхор  | Джедефхор  |            |            | Банефра    | Банефра    | Банефра   | Банефра   | Банефра       | Банефра       |               |               |               |               |            |            |              |              |              |              |              |              |            |            |            |            |            |            |                 |                 |                 |                 |                 |                 |            |            | Хуфухаеф   | Хуфухаеф   | Хуфухаеф | Хуфухаеф | Хуфухаеф       | Хуфухаеф       |                |                | Мересанх II    | Мересанх II    | Мересанх II | Мересанх II | Мересанх II | Мересанх II |  |  |  |  |  |  |  |  |  |  |  |  |  |  |  |  |  |  |  |  |  |  |  |  |
| Джедефхор | Джедефхор | Джедефхор | Джедефхор | Джедефхор  | Джедефхор  |            |            | Банефра    | Банефра    | Банефра   | Банефра   | Банефра       | Банефра       |               |               |               |               |            |            |              |              |              |              |              |              |            |            |            |            |            |            |                 |                 |                 |                 |                 |                 |            |            | Хуфухаеф   | Хуфухаеф   | Хуфухаеф | Хуфухаеф | Хуфухаеф       | Хуфухаеф       |                |                | Мересанх II    | Мересанх II    | Мересанх II | Мересанх II | Мересанх II | Мересанх II |  |  |  |  |  |  |  |  |  |  |  |  |  |  |  |  |  |  |  |  |  |  |  |  |
|           |           |           |           | Каваб      | Каваб      | Каваб      | Каваб      | Каваб      | Каваб      |           |           | Хетепхерес II | Хетепхерес II | Хетепхерес II | Хетепхерес II | Хетепхерес II | Хетепхерес II |            |            | Джедефра     | Джедефра     | Джедефра     | Джедефра     | Джедефра     | Джедефра     |            |            | Хентетенка | Хентетенка | Хентетенка | Хентетенка | Хентетенка      | Хентетенка      |                 |                 | Хафра           | Хафра           | Хафра      | Хафра      | Хафра      | Хафра      |          |          | Хамерернебти I | Хамерернебти I | Хамерернебти I | Хамерернебти I | Хамерернебти I | Хамерернебти I |             |             |             |             |  |  |  |  |  |  |  |  |  |  |  |  |  |  |  |  |  |  |  |  |  |  |  |  |
|           |           |           |           | Каваб      | Каваб      | Каваб      | Каваб      | Каваб      | Каваб      |           |           | Хетепхерес II | Хетепхерес II | Хетепхерес II | Хетепхерес II | Хетепхерес II | Хетепхерес II |            |            | Джедефра     | Джедефра     | Джедефра     | Джедефра     | Джедефра     | Джедефра     |            |            | Хентетенка | Хентетенка | Хентетенка | Хентетенка | Хентетенка      | Хентетенка      |                 |                 | Хафра           | Хафра           | Хафра      | Хафра      | Хафра      | Хафра      |          |          | Хамерернебти I | Хамерернебти I | Хамерернебти I | Хамерернебти I | Хамерернебти I | Хамерернебти I |             |             |             |             |  |  |  |  |  |  |  |  |  |  |  |  |  |  |  |  |  |  |  |  |  |  |  |  |
|           |           |           |           |            |            |            |            |            |            |           |           |               |               |               |               |               |               |            |            |              |              |              |              |              |              |            |            |            |            |            |            |                 |                 |                 |                 |                 |                 |            |            |            |            |          |          |                |                |                |                |                |                |             |             |             |             |  |  |  |  |  |  |  |  |  |  |  |  |  |  |  |  |  |  |  |  |  |  |  |  |
|           |           |           |           |            |            |            |            |            |            |           |           |               |               |               |               |               |               |            |            |              |              |              |              |              |              |            |            |            |            |            |            |                 |                 |                 |                 |                 |                 |            |            |            |            |          |          |                |                |                |                |                |                |             |             |             |             |  |  |  |  |  |  |  |  |  |  |  |  |  |  |  |  |  |  |  |  |  |  |  |  |
| Дуаенхор  | Дуаенхор  | Дуаенхор  | Дуаенхор  | Дуаенхор   | Дуаенхор   |            |            | Минджедеф  | Минджедеф  | Минджедеф | Минджедеф | Минджедеф     | Минджедеф     |               |               |               |               |            |            | Бака (Небка) | Бака (Небка) | Бака (Небка) | Бака (Небка) | Бака (Небка) | Бака (Небка) |            |            | Сетка      | Сетка      | Сетка      | Сетка      | Сетка           | Сетка           |                 |                 | Хернет          | Хернет          | Хернет     | Хернет     | Хернет     | Хернет     |          |          |                |                |                |                |                |                |             |             |             |             |  |  |  |  |  |  |  |  |  |  |  |  |  |  |  |  |  |  |  |  |  |  |  |  |
| Дуаенхор  | Дуаенхор  | Дуаенхор  | Дуаенхор  | Дуаенхор   | Дуаенхор   |            |            | Минджедеф  | Минджедеф  | Минджедеф | Минджедеф | Минджедеф     | Минджедеф     |               |               |               |               |            |            | Бака (Небка) | Бака (Небка) | Бака (Небка) | Бака (Небка) | Бака (Небка) | Бака (Небка) |            |            | Сетка      | Сетка      | Сетка      | Сетка      | Сетка           | Сетка           |                 |                 | Хернет          | Хернет          | Хернет     | Хернет     | Хернет     | Хернет     |          |          |                |                |                |                |                |                |             |             |             |             |  |  |  |  |  |  |  |  |  |  |  |  |  |  |  |  |  |  |  |  |  |  |  |  |
|           |           |           |           |            |            |            |            |            |            |           |           |               |               |               |               |               |               |            |            |              |              |              |              |              |              |            |            |            |            |            |            |                 |                 |                 |                 |                 |                 |            |            |            |            |          |          |                |                |                |                |                |                |             |             |             |             |  |  |  |  |  |  |  |  |  |  |  |  |  |  |  |  |  |  |  |  |  |  |  |  |
|           |           |           |           | Каемсекхем | Каемсекхем | Каемсекхем | Каемсекхем | Каемсекхем | Каемсекхем |           |           | Мересанх III  | Мересанх III  | Мересанх III  | Мересанх III  | Мересанх III  | Мересанх III  |            |            | Неферхетеп   | Неферхетеп   | Неферхетеп   | Неферхетеп   | Неферхетеп   | Неферхетеп   |            |            |            |            |            |            | Хамерернебти II | Хамерернебти II | Хамерернебти II | Хамерернебти II | Хамерернебти II | Хамерернебти II |            |            | Менкаура   | Менкаура   | Менкаура | Менкаура | Менкаура       | Менкаура       |                |                | ?              | ?              | ?           | ?           | ?           | ?           |  |  |  |  |  |  |  |  |  |  |  |  |  |  |  |  |  |  |  |  |  |  |  |  |
|           |           |           |           | Каемсекхем | Каемсекхем | Каемсекхем | Каемсекхем | Каемсекхем | Каемсекхем |           |           | Мересанх III  | Мересанх III  | Мересанх III  | Мересанх III  | Мересанх III  | Мересанх III  |            |            | Неферхетеп   | Неферхетеп   | Неферхетеп   | Неферхетеп   | Неферхетеп   | Неферхетеп   |            |            |            |            |            |            | Хамерернебти II | Хамерернебти II | Хамерернебти II | Хамерернебти II | Хамерернебти II | Хамерернебти II |            |            | Менкаура   | Менкаура   | Менкаура | Менкаура | Менкаура       | Менкаура       |                |                | ?              | ?              | ?           | ?           | ?           | ?           |  |  |  |  |  |  |  |  |  |  |  |  |  |  |  |  |  |  |  |  |  |  |  |  |
|           |           |           |           |            |            |            |            |            |            |           |           |               |               |               |               |               |               |            |            |              |              |              |              |              |              |            |            |            |            |            |            |                 |                 |                 |                 |                 |                 |            |            |            |            |          |          |                |                |                |                |                |                |             |             |             |             |  |  |  |  |  |  |  |  |  |  |  |  |  |  |  |  |  |  |  |  |  |  |  |  |
|           |           |           |           |            |            |            |            |            |            |           |           |               |               |               |               |               |               |            |            |              |              |              |              |              |              |            |            |            |            |            |            |                 |                 |                 |                 |                 |                 |            |            |            |            |          |          |                |                |                |                |                |                |             |             |             |             |  |  |  |  |  |  |  |  |  |  |  |  |  |  |  |  |  |  |  |  |  |  |  |  |
|           |           |           |           |            |            |            |            |            |            |           |           |               |               |               |               |               |               |            |            | Усеркаф      | Усеркаф      | Усеркаф      | Усеркаф      | Усеркаф      | Усеркаф      |            |            | Хенткаус   | Хенткаус   | Хенткаус   | Хенткаус   | Хенткаус        | Хенткаус        |                 |                 | Бунефер         | Бунефер         | Бунефер    | Бунефер    | Бунефер    | Бунефер    |          |          | Шепсескаф      | Шепсескаф      | Шепсескаф      | Шепсескаф      | Шепсескаф      | Шепсескаф      |             |             |             |             |  |  |  |  |  |  |  |  |  |  |  |  |  |  |  |  |  |  |  |  |  |  |  |  |
|           |           |           |           |            |            |            |            |            |            |           |           |               |               |               |               |               |               |            |            | Усеркаф      | Усеркаф      | Усеркаф      | Усеркаф      | Усеркаф      | Усеркаф      |            |            | Хенткаус   | Хенткаус   | Хенткаус   | Хенткаус   | Хенткаус        | Хенткаус        |                 |                 | Бунефер         | Бунефер         | Бунефер    | Бунефер    | Бунефер    | Бунефер    |          |          | Шепсескаф      | Шепсескаф      | Шепсескаф      | Шепсескаф      | Шепсескаф      | Шепсескаф      |             |             |             |             |  |  |  |  |  |  |  |  |  |  |  |  |  |  |  |  |  |  |  |  |  |  |  |  |
|           |           |           |           |            |            |            |            |            |            |           |           |               |               |               |               |               |               |            |            |              |              |              |              |              |              |            |            |            |            |            |            |                 |                 |                 |                 |                 |                 |            |            |            |            |          |          |                |                |                |                |                |                |             |             |             |             |  |  |  |  |  |  |  |  |  |  |  |  |  |  |  |  |  |  |  |  |  |  |  |  |
|           |           |           |           |            |            |            |            |            |            |           |           |               |               |               |               |               |               |            |            |              |              |              |              |              |              |            |            |            |            |            |            |                 |                 |                 |                 |                 |                 |            |            |            |            |          |          |                |                |                |                |                |                |             |             |             |             |  |  |  |  |  |  |  |  |  |  |  |  |  |  |  |  |  |  |  |  |  |  |  |  |
|           |           |           |           |            |            |            |            |            |            |           |           |               |               |               |               |               |               |            |            |              |              |              |              | V династия   | V династия   | V династия | V династия | V династия | V династия |            |            |                 |                 |                 |                 | Джедефптах      | Джедефптах      | Джедефптах | Джедефптах | Джедефптах | Джедефптах |          |          | Кхамаат        | Кхамаат        | Кхамаат        | Кхамаат        | Кхамаат        | Кхамаат        |             |             |             |             |  |  |  |  |  |  |  |  |  |  |  |  |  |  |  |  |  |  |  |  |  |  |  |  |